# Platon
Pour les articles homonymes, voir Platon (homonymie) et Plato.
Platon (en grec ancien : Πλάτων / Plátôn /plá.tɔːn/), né en 428 / 427 av. J.-C. et mort en 348 / 347 av. J.-C. à Athènes, est un philosophe antique de la Grèce classique, contemporain de la démocratie athénienne et des sophistes qu'il critiqua vigoureusement. Il reprit le travail philosophique de certains de ses prédécesseurs, notamment Socrate dont il fut l'élève, ainsi que Parménide, Héraclite et Pythagore, afin d'élaborer sa propre pensée. Celle-ci explore la plupart des champs importants, c'est-à-dire la métaphysique, l'éthique, l'esthétique et la politique. Il eut notamment comme élève Aristote à l'Académie qu'il a lui-même fondée à Athènes.
Son œuvre, composée presque exclusivement de dialogues, produit les premières formulations classiques des problèmes majeurs de l'histoire de la philosophie. Chaque dialogue de Platon est l'occasion d'interroger un sujet donné, par exemple le beau ou le courage. Il y développe une méthode qu'il appelle dialectique ou maïeutique. Il voua la majeure partie de son activité à la philosophie première, mais il se consacra aussi aux apparences et aborda l'histoire naturelle dans laquelle il voulut établir deux principes :
- l'un subissant, comme la matière, appelé récepteur universel ;
- l'autre agissant, comme une cause, qu'il rattache à la puissance du dieu et du Bien.

Platon développe une réflexion sur les Idées communément appelée théorie des formes ou théorie des Idées, dans laquelle la réalité sensible est considérée comme un ensemble d'objets participant de leurs modèles immuables. La Forme suprême est le principe du Bien, englobant les archétypes du Juste, du Bon et du Beau. La philosophie politique de Platon considère que la Cité juste doit être construite selon le modèle du Bien en soi. Dans La République, il développe en conséquence l'idée du philosophe roi.
La pensée de Platon n'est pas monolithique. Une partie de ses dialogues aboutissent à des apories philosophiques : apportant une solution aux problèmes posés, ils ne constituent pas une réponse unique et définitive. Un long débat a donc agité les commentateurs pour déterminer si Platon professait une philosophie dogmatique ou sceptique.
Il est généralement considéré comme l'un des premiers philosophes grecs, sinon comme l'inventeur de la philosophie, au point que Whitehead a pu dire : « La philosophie occidentale n'est qu’une suite de notes de bas de page aux dialogues de Platon ». Théophraste, parlant des philosophes, dit de Platon qu'il fut le premier par la renommée et le génie, tout en étant le dernier dans la chronologie.

## Biographie

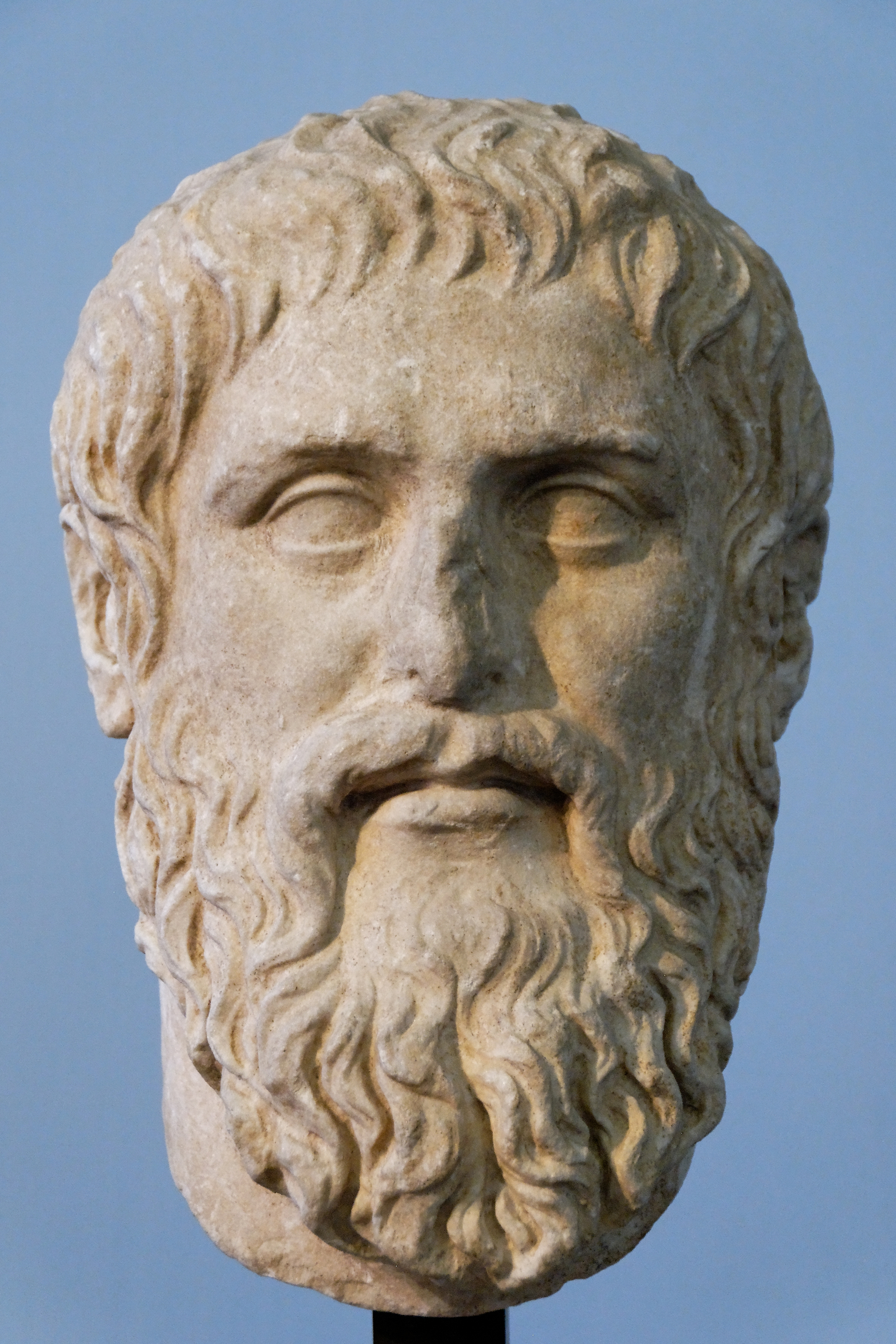
Platon, copie du portrait exécuté par Silanion pour l'Académie vers 370 av. J.-C., Centrale Montemartini.

La vie de Platon est mal connue. La plus ancienne biographie de Platon qui nous soit parvenue, De Platone et dogmate eius, est due à un auteur latin du IIe siècle, Apulée. Toutes les autres biographies de Platon — Diogène Laërce, Olympiodore le Jeune, Philodème (si l'on considère que les fragments de ses Academica ne constituent pas une biographie, sans quoi il faut le considérer comme le premier avant Apulée) et les auteurs anonymes des Prolégomènes et de la Souda — ont été écrites plus de cinq cents ans après sa mort. À l'exception de quelques données considérées comme certaines, les informations sur sa vie doivent toujours être prises avec circonspection.

### Jeunesse
Platon est né à Athènes dans le dème de Collytos, en 428/427 av. J.-C.— Diogène Laërce le fait toutefois naître à Égine — deux ans après la mort de Périclès.
Platon est issu d'une famille aristocratique. Sa généalogie est incertaine du côté de son père, Ariston d'Athènes, qui prétendait descendre de Codros, dernier roi légendaire d’Athènes. Elle est mieux établie pour sa mère, Périctionè, qui descendait de Dropidas, frère du législateur Solon. Périctionè est également la cousine germaine de Critias et la sœur de Charmide, deux des Trente Tyrans d'Athènes en 404 av. J.-C.

Généalogie de la famille Platon.

Platon a deux frères, Adimante de Collytos et Glaucon, sans doute plus jeunes que lui, ainsi qu'une sœur, Pôtonê (mère de Speusippe, successeur de Platon à la tête de l’Académie). La mère de Platon, veuve quelque temps après sa naissance, se remarie avec son oncle maternel, Pyrilampe. De leur union naît un fils, Antiphon, demi-frère de Platon, narrateur du Parménide. Selon les usages des grandes familles de son pays, Platon aurait dû recevoir le nom de son grand-père Aristoclès, et il est possible que ce soit son véritable nom ; « Platon » (Πλάτων / plátôn, « large et plat ») n’aurait été qu’un surnom, qui signifierait : « aux larges épaules » du fait de sa carrure athlétique, « au large front », ou encore « au style ample ». Platon était un bel homme aux larges épaules si l'on en croit Épictète et un buste qu’Ennius Quirinus Visconti considérait comme authentique.

### Formation

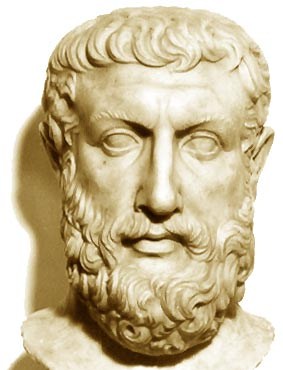
Buste de Parménide, penseur ionien qui a influencé la pensée de Platon.

Selon Diogène Laërce, Denis, maître d’école, grammairien, professeur de lettres, a été l’un des maîtres de Platon. Ce dernier a également eu pour maître de gymnastique (ou pédotribe) le lutteur argien Ariston d'Argos qui aurait surnommé son élève « Platon » en raison de sa constitution robuste (πλατύς / platús signifie « large » et « il avait les épaules larges »). Il aurait été aussi l’élève de Théodore de Cyrène, disciple de Protagoras, de Socrate, et de Théétète qui lui enseigne les mathématiques.
Selon Olympiodore le Jeune, Platon aurait remporté deux prix aux Jeux olympiques et aux Jeux isthmiques, auxquels il aurait participé en tant que lutteur.
Enfin, selon Plutarque,la musique constituait en effet aux yeux de Platon une pièce maîtresse de l’éducation.
Il ne fait aucun doute que Platon a reçu l'éducation traditionnelle correspondant à son statut social, il semble que le détail du cursus avancé par Diogène Laërce relève d'une « illustration narrative des principales influences théoriques qui se seraient exercées sur Platon ». Ceci revient à dire que la biographie du jeune Platon serait une invention conçue pour s'accorder a posteriori avec ses œuvres. Apulée rapporte qu'il a d'abord été fortement influencé par les principes des penseurs ioniens comme Héraclite, Parménide, Zénon et Anaxagore ; c'est après la mort de Socrate que Platon s'est appliqué à la doctrine de Pythagore.
Il a durant sa formation pour condisciple Isocrate, qui selon Diogène Laërce a six ans de plus que lui.

### Platon et la vie politique
Platon, par ses origines, est en relation étroite avec le parti oligarchique que par ailleurs il honnit. Il semble qu'il n'ait pas été insensible à la célébrité de sa famille, qu'il mentionne dans le Charmide et dans le Timée. Dans La République, il considère la politique comme étant un honneur, le plus grand devoir d'un bon citoyen et le couronnement de la vie philosophique.
Malgré tout, Platon abandonne de bonne heure la vie politique, carrière par excellence de l'homme libre à Athènes. D’après la Lettre VII, dont l'authenticité est généralement acceptée, il s'est essayé à la politique, et a même pris quelque part au gouvernement des Trente tyrans, un gouvernement despotique et sanguinaire qui aurait procédé à près de 1 500 exécutions sommaires. Il aurait renoncé à la vie publique, dégoûté par les excès et les fureurs des partis.

« Du temps de ma jeunesse, je ressentais en effet la même chose que beaucoup dans cette situation : je m'imaginais qu'aussitôt devenu maître de moi-même, j'irais tout droit m'occuper des affaires communes de la cité. Et voilà comment le hasard fit que je trouvai les choses de la cité. Le régime d'alors était en effet l'objet de virulentes critiques de la part du plus grand nombre, et une révolution éclata. […] Et moi, voyant donc cela, et les hommes qui s'occupaient de politique, plus j'examinais en profondeur les lois et les coutumes en même temps que j'avançais en âge, plus il me parut qu'il était difficile d'administrer droitement les affaires de la cité. Il n'était en effet pas possible de le faire sans amis et associés dignes de confiance, et il n'était pas aisé d'en trouver parmi ceux qu'on avait sous la main, car notre cité n'était plus administrée selon les coutumes et les habitudes de nos pères. »

— Lettre VII, 324.
En 403 av. J.-C., la démocratie est rétablie à Athènes par Thrasybule de Stiria et Anytos, un des accusateurs de Socrate quatre années plus tard.

### Rencontre avec Socrate
À vingt ans, vers -407, Platon fut mis en relation avec Socrate ; d’après Élien le Sophiste, Platon aurait résolu de quitter Athènes pour aller rejoindre l'armée. Socrate, l'ayant surpris en train d'acheter des armes, l'aurait fait changer d'avis et persuadé de se tourner vers la philosophie. Élien précise cependant qu'il s'agit d'un ouï-dire, et avoue ne pas savoir si l’histoire est vraie.
Socrate, négligeant les problèmes cosmologiques, s'attachait uniquement à l'homme et aux principes qui doivent diriger sa vie ; Platon se passionne dès lors pour la morale et adopte l'art socratique d'interroger et de philosopher, la dialectique. À la suite de cette rencontre, Platon abandonne l'idée de concourir pour la tragédie grecque et brûle toutes ses œuvres. Il commence à écrire ses dialogues durant le vivant de Socrate : Hippias mineur et Ion, entre autres. « Socrate, qui venait d'entendre Platon donner lecture du Lysis, s'écria : Par Héraclès, que de faussetés dit sur moi ce jeune homme ! ». Platon est le disciple de Socrate durant neuf ans, de 407 à la mort du maître, en 399 av. J.-C. Malade, plein de regrets déchirants et d'indignation après le procès et la condamnation de Socrate, il ne peut assister à la mort du philosophe. Selon Hermodore de Syracuse, inquiet sur le sort des disciples de Socrate, il se réfugie en compagnie de quelques amis chez Euclide de Mégare.

### Voyages de formation
Platon aurait fait un voyage en Égypte, selon les témoignages de Plutarque, de Strabon, de Cicéron et d'Hermodore de Syracuse. Diogène Laërce écrit : « À l'âge de vingt-huit ans, selon Hermodore, il [Platon] s'en alla à Mégare, chez Euclide, accompagné de quelques autres élèves de Socrate, mort à l'époque. » Il se rend ensuite à Cyrène, auprès de Théodore de Cyrène (appelé également Théodore le mathématicien), et de chez lui en Italie, chez Philolaos de Crotone et Eurytos de Tarente, deux pythagoriciens. Le voyage en Égypte aurait eu plus d'importance et sans doute de durée. On sait qu'il a séjourné en Égypte chez les prêtres du haut clergé d'Héliopolis. Toutefois, la réalité du voyage en Égypte est parfois controversée car sa connaissance de ce pays paraît indirecte et stéréotypée ; son œuvre est parsemée de souvenirs qui en sont autant de témoignages,,,,,,. D’après Plutarque, Platon aurait vendu de l’huile en Égypte pour financer son voyage de retour. Il aurait été en Italie du Sud, à Tarente dans ce qui est alors appelé la Grande-Grèce. Là, il rencontre le pythagoricien Philolaos de Crotone, et ses auditeurs, Timée de Locres et peut-être Archytas de Tarente. Cependant, la Lettre VII laisse entendre que Platon ne rencontre Archytas qu'au cours du deuxième voyage en Sicile ; Photios dit qu'il devint alors son disciple. À cette occasion, qui s'étale de 388 à 387 av. J.-C., il approfondit l'opposition entre l'âme et le corps, sa connaissance des nombres, et s'initie à l'idéal du philosophe-roi,.

### Fondation de l'Académie et crise intellectuelle

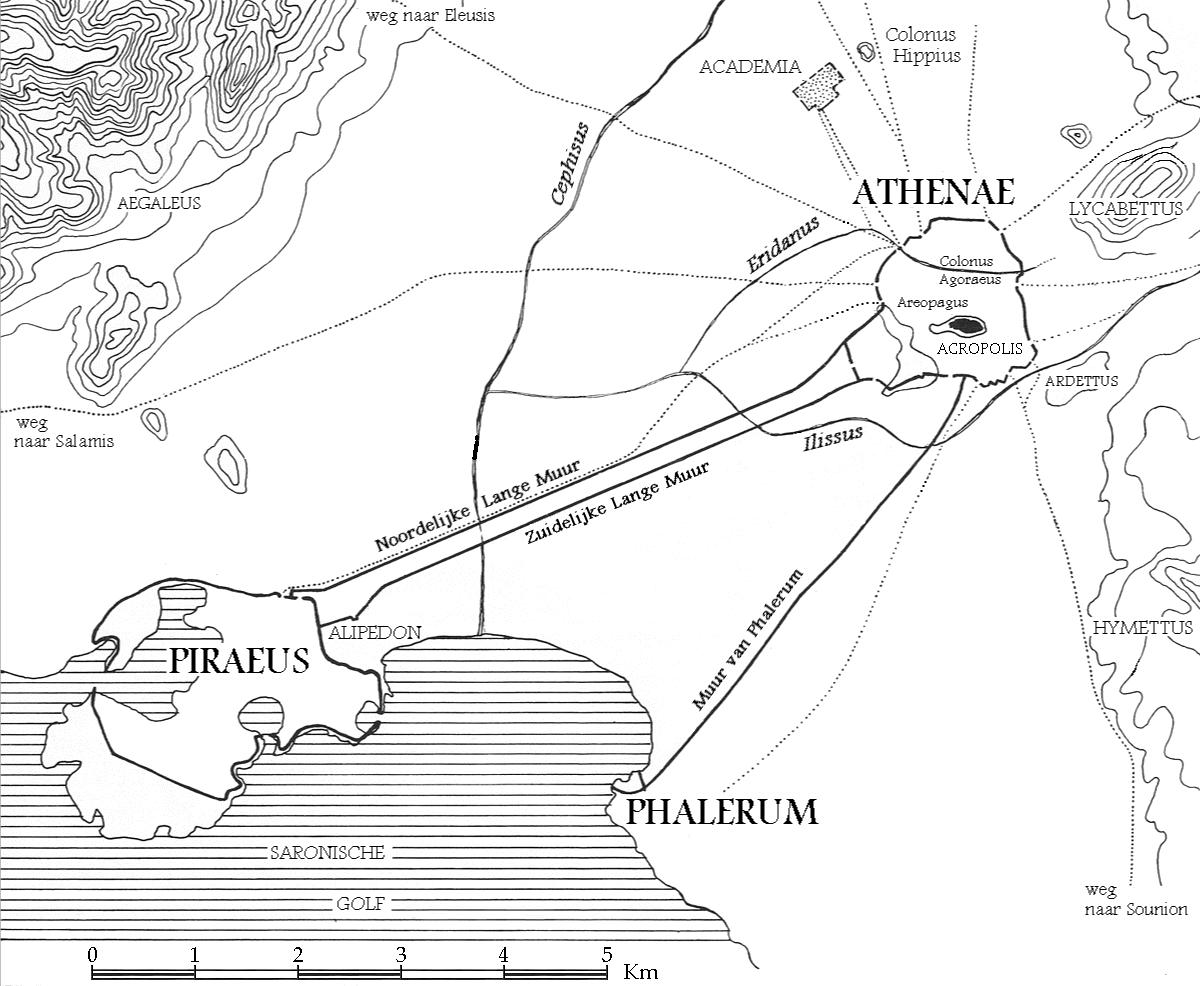
Plan de l'Athènes antique. L'Académie se situe au nord de la ville.

Après l'échec politique à Syracuse, Platon fonde, en 387 av. J.-C., à Athènes, près de Colone et du gymnase d'Acadèmos, une école nommée « l'Académie », selon le modèle des pythagoriciens. Il y enseigne pendant quarante ans. Sur le fronton de l'Académie la devise « Que nul n'entre ici s'il n'est géomètre » n'est qu'une légende. Dans cette institution, l'enseignement des sciences exactes prépare à l'étude de la philosophie tant en elle-même que dans ses applications politiques. Des philosophes illustres sont formés à l'Académie :
- Théophraste, jusqu'en 348 av. J.-C. ;
- Aristote, qui y passe vingt années ;
- Pamphile, qui sera maître d'Épicure ;
- Philippe d'Oponte, éditeur des Lois et peut-être l'auteur de l’Épinomis ;
- Amyntas d'Héraclée, contre qui écrira Ariston de Chios ;
- Chion ; Eschine ; Hypéride ; Cléarque d'Héraclée ; Hermodore de Syracuse ; Phocion ; Démosthène[33] ; Dinostrate ; Callippe d'Athènes ; Eudoxe de Cnide ; Hestiée de Périnthe ; Héraclide du Pont, Speusippe, Xénocrate, Ménechme, Ménédème d'Érétrie ; Euphraios d'Eubée ; Léon d'Athènes et Léon l'Académique ;
- Échécrate, Italien, qui fut d'abord pythagoricien ;
- Hermias d'Atarnée, futur protecteur d'Aristote ostracisé ;
- Python et Héraclide, citoyens d'Énos, conseillers de Cotys Ier. Tous deux citoyens d'Énos, ville grecque située sur la côte de Thrace[Note 5] , ils assassinèrent Cotys en 359 av. J.-C.[34],[35],[36] ;
- Aristonymos, législateur de Mégalopolis, en Arcadie ;
- Théodecte de Phasélis, poète tragique ;
- et deux femmes : Axiothée de Phlionte et Lasthénie de Mantinée.

L'école a subsisté pendant neuf siècles, jusqu'au règne de l'empereur byzantin Justinien en 529.
Vers 370 av. J.-C., Platon traverse, une longue crise intellectuelle, durant laquelle il s'interroge sur sa théorie des Idées (interrogation qui traverse les dialogues du Parménide et du Sophiste).
Il prend conscience de la difficulté d'association (en grec ancien : σύμμιξις) des idées entre elles et notamment :
- la participation (en grec ancien : μέθεξις) non symétrique des Idées avec les choses sensibles,
- la communion (en grec ancien : κοινωνία) entre les Idées et le Bien[p. 19]

En même temps, il semble admettre, sous l'influence d'Eudoxe de Cnide, l'idée d'un ordre dans le sensible, et s'orienter vers un dualisme de type oriental : « Cet univers, tantôt la Divinité guide l'ensemble de sa marche, tantôt elle l'abandonne à lui-même ».

### Derniers voyages et derniers écrits

Sites et dialectes de Grande-Grèce.

Laissant la direction de son école à son élève Eudoxe de Cnide, au début de 367 av. J.-C., il fait un deuxième voyage politique en Sicile. Là, Dion de Syracuse lui demande d'enseigner la philosophie à son beau-frère Denys II, fils de Denys l'Ancien. Mais rapidement son élève bannit Dion, soupçonné de comploter, et place Platon en détention pendant un an à la citadelle d'Ortygie. Platon aurait été en Sicile, avec les dispositions d'un réformateur, pensant créer une cité qui serait gouvernée selon les principes philosophiques exposés dans les dialogues de La République (372).
Le troisième et dernier voyage politique de Platon en Sicile a lieu en 360 av. J.-C. En 361, Denys II le Jeune promet d'accorder la grâce de Dion à condition que Platon revienne une troisième fois en Sicile. Platon, âgé de soixante-huit ans, confie alors l'Académie à Héraclide du Pont, et accepte, pour remplir cette fois un devoir d'amitié. Mais Denys ne tient pas ses promesses concernant Dion qu'il soupçonne de nourrir de funestes desseins. Platon est de nouveau privé de liberté. Sa vie étant en danger, le pythagoricien Archytas de Tarente doit envoyer un vaisseau pour libérer Platon. C'est l'occasion d'un second contact approfondi avec le pythagorisme. À cette occasion (ou à la mort de Philolaos), vers 380, il achète « à Philolaos de Crotone trois livres sur la doctrine de Pythagore pour cent mines d'argent ». Le Timée dans ses considérations sur l'Âme du monde, et sur les notions d'harmonie et de médiété (35-44 ; 54-55) est pythagorisant, et l'on trouve dans le Philèbe (16 c-d) l'opposition pythagoricienne Limité - Illimité. Pendant les treize dernières années de sa vie, de 360 à 347, Platon ne semble pas avoir quitté Athènes ; au sein de l'Académie, il continue à écrire et à étudier, rédigeant le Timée, Les Lois, et le Critias, ces deux derniers ouvrages restés inachevés.
D’après un récit de Néanthe de Cyzique, à Olympie, lors des Jeux Olympiques de 360 av. J.-C., il retrouve Dion de Syracuse et lui conseille de renoncer à une expédition contre Denys II. Quatre ans plus tard, Dion renverse Denys II, mais est assassiné par un ami, le rhéteur d'origine athénienne Callippe d'Athènes. Platon, âgé de 80-81 ans, meurt à Athènes en 347 ou 346 av. J.-C., « au cours d'un repas de noces ». La tradition symbolique veut qu'il soit mort à l'âge de 81 ans, 81 étant le carré de 9. 
Platon est traditionnellement supposé inhumé à l'Académie. En avril 2024, l'agence de presse italienne ANSA révèle les conclusions d'une équipe de chercheurs qui situe son lieu d'inhumation de manière plus précise, et ce, grâce au déchiffrement d'un papyrus carbonisé, peut-être écrit par le philosophe Philodème de Gadara, retrouvé à Herculanum, qui semble indiquer que Platon aurait été enterré dans un jardin privé, près d'un sanctuaire dédié aux Muses dans l'Académie platonicienne.

## Sources de la pensée de Platon
Dans son étude sur Platon, la philosophe Simone Weil affirme que « contrairement à tous les autres philosophes, Platon répète constamment qu'il n'a rien inventé, qu'il ne fait que suivre une tradition. Il s'inspire tantôt de philosophes antérieurs dont nous possédons des fragments et dont il a assimilé les systèmes dans une synthèse supérieure, tantôt de son maître Socrate, tantôt de traditions grecques secrètes dont nous ne savons presque rien sinon par lui, la tradition orphique, la tradition des mystères d'Eleusis, la tradition pythagoricienne qui est la mère de la civilisation grecque, et très probablement des traditions d'Égypte et d'autres pays d'Orient ».
Socrate et les sophistes sont vraisemblablement les figures qui ressortent le plus nettement des dialogues de Platon, le premier comme interlocuteur principal, les seconds comme adversaires. Ils ne sont pas cependant les seuls penseurs ou écrivains présents dans les dialogues, qui reflètent à maints égards la culture de son temps.
Mais il n'est pas toujours possible de déterminer précisément dans quelle mesure tel ou tel aspect de cette culture alimente la pensée de Platon, ni d'y repérer avec certitude telle ou telle allusion. Les références faites par Platon sont en effet souvent allusives, et il ne fait jamais, au contraire de son élève Aristote, d'exposé doxographique sur une question donnée.
Parmi les auteurs importants qui marquent l'environnement culturel de l'œuvre de Platon, outre Socrate et les sophistes, il convient d'évoquer les philosophes présocratiques, ainsi qu'Homère.

### Pythagore

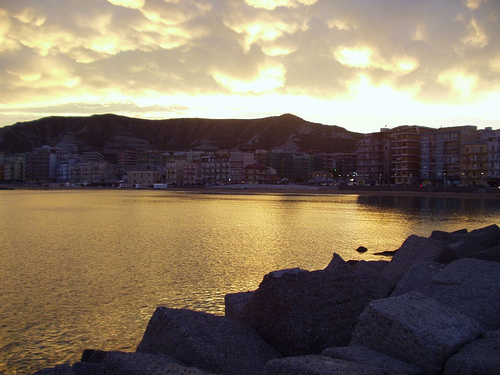
Crotone où a vécu Pythagore à la fin de sa vie.

Pythagore, ou plus largement les pythagoriciens, ont exercé une forte influence sur Platon, même s'il est difficile de dire avec précision sur quels points ; l'enseignement pythagoricien était réservé à des initiés et il n'y a que deux références explicites dans les dialogues de Platon, références qui n'apprennent pas grand-chose sur ce que Platon pourrait avoir emprunté au pythagorisme.
Aristote dans sa Métaphysique indique que la philosophie de Platon suit étroitement les enseignements des pythagoriciens. Cicéron reprend ce thème : Platonem ferunt didicisse Pythagorea omnia, « On dit que Platon doit tout à Pythagore ». Bertrand Russell, dans son Histoire de la philosophie occidentale, affirme que l'influence de Pythagore sur Platon et d'autres est si grande qu'il peut être considéré comme le philosophe le plus influent de l'Occident.
Selon R. M. Hare, la pensée des pythagoriciens a fortement marqué celle de Platon sur trois principaux points :
- La République de Platon peut être vue comme un projet lié à l'idée de communauté hautement organisée de penseurs comme celle que Pythagore avait instaurée à Crotone.
- Platon partage avec Pythagore l'idée que les mathématiques et plus généralement la pensée abstraite sont la base de tout y compris la philosophie, la science et la morale.
- Platon et Pythagore ont une approche mystique de l'âme et de sa place dans le monde matériel (voir à ce propos la section sur l'âme[Où ?]). Il est probable qu'ils ont tous deux été influencés par l'orphisme[52],[50].

### Parménide et Héraclite
Dans Le Sophiste, Platon considère Parménide comme le père de la philosophie qu'il faut « tuer » pour rendre compte du discours faux. Puisqu'en effet, selon Parménide, seul l'être est, il est impossible de tenir des discours sur ce qui n'est pas. Or le discours faux, celui des sophistes, existe ; par conséquent, il faut emprunter la voie interdite par Parménide, voie selon laquelle le non-être est, d'une certaine façon.
Sa pensée s'inspire de celle d'Héraclite : « Platon, dès sa jeunesse, s'était familiarisé dans le commerce de Cratyle, son premier maître, avec cette opinion d'Héraclite que tous les objets sensibles sont dans un écoulement perpétuel, et qu'il n'y a pas de science possible de ces objets ». Platon reprend par exemple la thèse héraclitéenne d'un flux perpétuel, mais y ajoute sa théorie des Idées ; l'étendue et la nature exacte de ces influences sont mal connues.

### Socrate et Platon

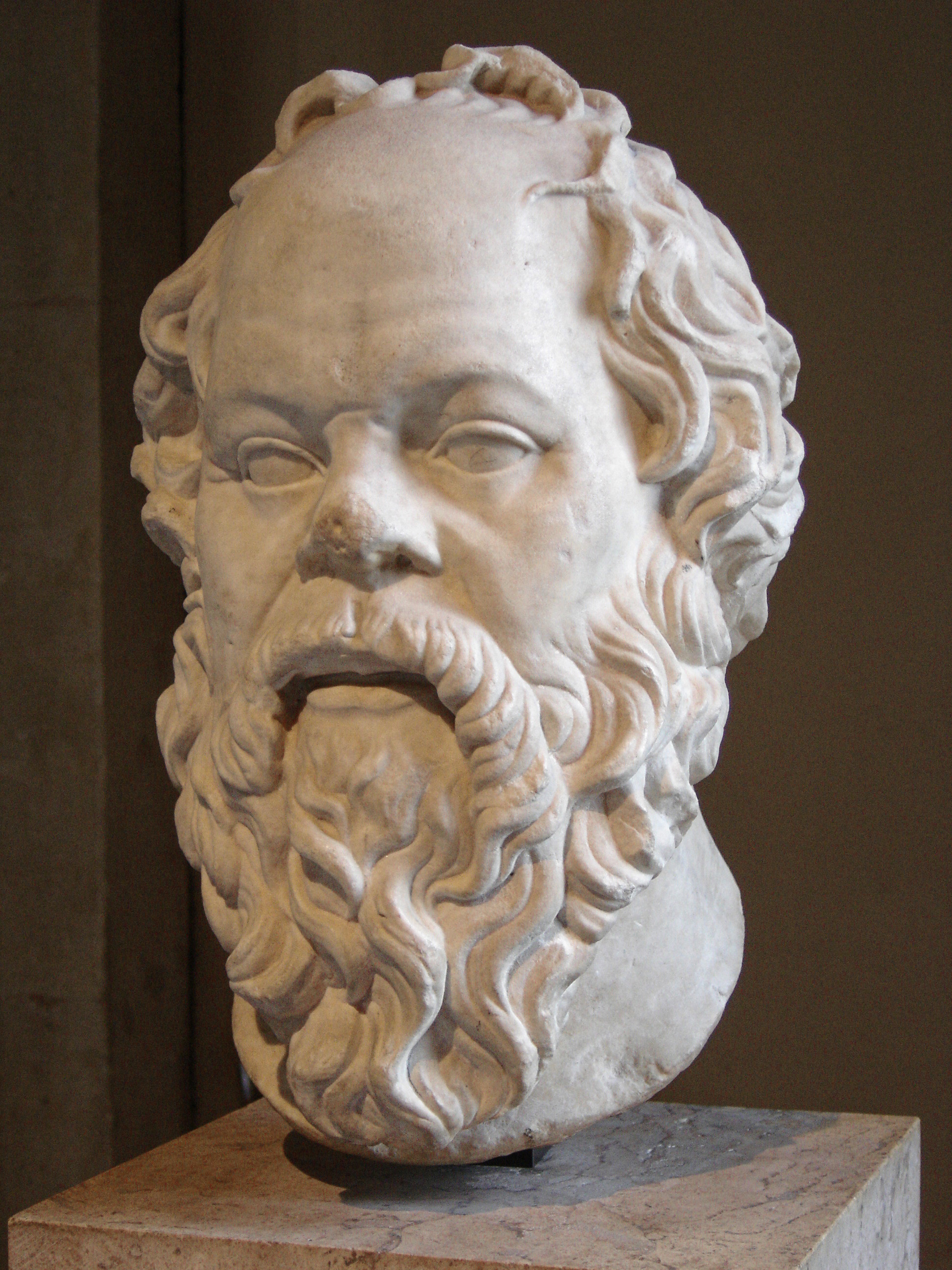
Buste de Socrate, maître de Platon et personnage central de la quasi entièreté de ses dialogues.

Platon fut le « disciple »,, de Socrate, mais la nature exacte des relations entre Socrate et Platon nous est mal connue. Plutarque dit dans Opinions des Philosophes que les opinions de Socrate et de Platon, de quelque chose que ce soit, sont toutes unes. Selon toute vraisemblance, Platon rencontra Socrate vers 407 av. J.-C., à l'âge de vingt ans, et il le fréquenta pendant huit ou neuf ans. À la mort de Socrate, il avait donc environ vingt-huit ans. La place ou le rôle que Platon occupait parmi les disciples de Socrate est inconnu.
Tous les dialogues de Platon, sauf Les Lois et Le Sophiste, mettent en scène Socrate, quoiqu'en ne lui donnant pas toujours le premier rôle ; cette omniprésence atteste quelle influence Socrate exerça sur Platon. Du vivant de Socrate, tous les disciples du cercle socratique, venus de tous les points de l'horizon philosophique, « communiaient non pas dans l'acceptation d'une doctrine philosophique, mais dans une sorte de culte sentimental à l'égard du caractère du Maître, dans la confiance en sa direction spirituelle ». C'est donc la personne même de Socrate qui explique la nature du lien qui l'unit à Platon : pour lui comme pour les autres fidèles du cercle, la conduite de Socrate constitue un exemple surhumain, et sa pensée, un objet de méditation et d'examen. Quand, dans le Phédon, Platon fait la liste des proches de Socrate ayant assisté à sa mort, il souligne sa propre absence : « Platon, je crois, était malade » dit Phédon ; la formulation hypothétique (je crois) dans la bouche du mieux informé est l'affirmation implicite que le récit de la mort du Maître est infidèle. Les dialogues comportent certes plusieurs louanges envers Socrate, mais prononcées par des personnages dont nous ne savons pas avec certitude si l'on doit les considérer comme des porte-parole de Platon, bien que cela soit probable. Le seul passage où Platon parle de Socrate en son nom propre, est la Lettre VII, dont on admet généralement l'authenticité :

« Entre autres choses, Socrate, mon ami, qui était plus âgé que moi, et dont, je pense, je ne rougirais pas de dire qu'il était l'homme le plus juste de cette époque, ils [les Trente] l'envoyèrent avec d'autres chercher un citoyen, pour l'amener de force, en vue de le mettre à mort, dans le but évident de le rendre complice de leurs agissements, de gré ou de force ; mais lui, refusa d'obéir et préféra courir le risque de tout endurer, plutôt que d'être associé à leurs œuvres impies. »

 La mise en scène de Socrate par Platon est en revanche des plus explicites. Socrate apparaît, par exemple, comme l'ami véritable dans le Lysis, comme un homme courageux dans le Lachès, comme un sage dans le Charmide. Une autre caractéristique, plusieurs fois remarquée par ses interlocuteurs et mise en scène par Platon, est l'άτοπία / atopía de Socrate, autrement dit son caractère déroutant dont fait partie cette manœuvre ironique qui consiste à feindre la naïveté, et à prétendre reconnaître le savoir de son interlocuteur. Mais peu importe que Platon, transfigurant parfois le Socrate réel, l'ait dans une certaine mesure, présenté comme un « surhomme ». Bien des traits de Socrate, manifestement pris sur le vif, contribuent à dresser de lui un portrait saisissant, bien loin du Sage abstrait des stoïciens.

## Contexte et modes d'expression de la pensée de Platon

### Contexte philosophique
La pensée de Platon s'inscrit dans un contexte philosophique où l'on trouve les présocratiques, les sophistes, et un savoir traditionnel transmis par les poètes, savoir qui constitue l'essentiel de l'éducation grecque. Platon construit sa philosophie par opposition à chacun de ces prétendants aux savoirs, cherchant à résoudre les difficultés philosophiques qu'ils soulèvent, mais il s'en approprie également certaines parties, en les formulant dans un cadre nouveau, défini par la dialectique et la théorie des Idées.
Les présocratiques ont proposé des théories de la nature, expliquant l'origine, la constitution, l'organisation et le devenir du monde, en excluant les explications recourant à la divinité. Mais ces théories sont pour Platon insuffisantes, car, en faisant du monde un ensemble de choses sensibles constituées d'éléments, elles n'en expliquent pas la raison d'être, ni ne parviennent à surmonter certaines contradictions ontologiques et épistémologiques. Platon adopte plusieurs attitudes à cet égard, selon la nature de l'explication. Ainsi, dans le Phédon, Socrate critique-t-il la thèse d'Anaxagore de l'organisation du monde, du fait de l'insuffisance de son explication des causes de cette organisation. En revanche, Platon adhère à la thèse héraclitéenne du devenir, mais en montre les limites : d'une part, cette thèse produit des discours contradictoires sur les choses, d'autre part elle ne rend pas compte de la régularité observable au sein même du changement. D'une manière générale, les philosophes de la nature ont confronté la pensée grecque à cette difficulté de savoir comment il pouvait être possible de penser les réalités, alors que celles-ci n'ont aucune stabilité. C'est dans ce contexte que Platon tente d'apporter une solution originale, qui a pour but d'expliquer l'intelligibilité du sensible et de garantir à l'homme un authentique pouvoir de connaître.
Mais la pensée grecque se trouve également en butte à des difficultés du côté des conduites humaines, c'est-à-dire en morale et en politique. Certains sophistes ont en effet affirmé le conventionnalisme de la loi, qui, dès lors, dépend de la volonté humaine et se trouve donc être variable, relative, sans véritable fondement autre que le droit du plus fort. C'est alors la justice qui devient un effet de point de vue, et la vie en commun se transforme en un conflit permanent, qu'aucune valeur ne peut stabiliser, unifier, en sorte d'assurer la paix et le bonheur des citoyens. Là encore, Platon va tenter de trouver une solution originale dans le but de mettre un terme au relativisme moral, de fonder la politique et d'établir les conditions de la cité juste. Tant dans le domaine de la connaissance que dans ceux de la morale et de la politique, les problèmes rencontrés touchent aux changements et à l'instabilité des réalités. La résolution de ces difficultés pourra donc prendre aux yeux de Platon la forme d'une hypothèse ontologique unique, appelée « théorie des Idées » (ou des « Formes intelligibles »).
Il y a, entre les historiens grecs et Platon, des points de ressemblance et des différences qui sont susceptibles d'éclairer quelque peu l'originalité du projet philosophique platonicien au sein de la culture grecque. À l'instar d'Hérodote et de Thucydide, Platon s'intéresse en premier lieu aux affaires humaines et à la politique, tant d'un point de vue philosophique que d'un point de vue qui peut passer aujourd'hui pour sociologique, ce qui est illustré par exemple par sa description de la genèse des sociétés dans La République. Il ne fait cependant pas œuvre d’historien, comme en témoignent les libertés chronologiques et historiques de ses dialogues.
La principale différence est d'ordre philosophique : contrairement à ces deux historiens, Platon cherche en effet ce qui est toujours, alors que Thucydide et Hérodote écrivent sur des réalités dont ils savent qu'elles ne sont pas fixes et qu'elles sont vouées à la destruction. Ainsi, bien que Platon partage avec eux le souci d'éclairer le devenir, ce souci ne conduit pas aux mêmes méthodes d'investigations du monde sensible, ni aux mêmes causes explicatives. Bien que les enquêtes historiques et philosophiques soient rétrospectivement distinguées, c'est bien dans les deux cas le même amour du savoir qui pousse ces trois prosateurs dans leur enquête sur le devenir. Mais la pensée de Platon ne saurait permettre d'attribuer le titre de philosophes aux deux historiens, car on ne saurait posséder un savoir stable en s'attachant à ce qui est instable par nature, ce qui les disqualifie également pour ce qui concerne la compétence politique, qui est, aux yeux de Platon, la compétence philosophique par excellence.

### Dialogues
Parmi les grands intervenants dans les dialogues de Platon, Socrate n'a jamais rien écrit. Platon n'est pas le seul à faire de Socrate un des principaux interlocuteurs de ses dialogues. Xénophon fait de même dans son Apologie de Socrate ; Aristophane en fait le personnage central — et parodié — de sa comédie Les Nuées. À l'exception de l’Apologie de Socrate, la plupart des ouvrages de Platon sont rédigés sous forme de dialogue. Pour Monique Dixsaut, un des paradoxes du corpus platonicien réside dans son existence ; il est vrai que Platon diffère de la plupart des autres philosophes : méprisant délibérément la forme ordinaire du traité philosophique en prose, il choisit d'utiliser le dialogue. Dans le cadre de l'Académie, il est très probable qu'il proposait un enseignement oral, et il donna une conférence « Sur le Bien », mais ses seules œuvres publiées sont des dialogues, d'une étonnante variété. Cette forme littéraire traduit d'abord un certain détachement, en introduisant une distance entre l'auteur et tout ce qui se dit dans ses œuvres. Platon n'abandonnera jamais la forme du dialogue ; jusqu'à la fin il gardera le rôle de l'homme qui avance des arguments sans prendre position sur ces arguments ni sur leurs prémisses. Mais ce rôle a de moins en moins de sens dans les derniers dialogues, comme le Sophiste ou le Timée. La forme dialoguée doit surtout être mise en relation avec l'influence exercée par Socrate sur Platon, et avec la dialectique, qui est la méthode de recherche philosophique par excellence pour Platon ; en grec ancien : διαλέγομαι, qui est à l'origine du mot dialogue, signifie « s'entretenir avec quelqu'un, conférer ». La dialectique est une recherche en commun par questions et réponses. Ainsi, pour Alexandre Koyré, si Platon écrit des dialogues, c'est parce qu'il veut faire participer le lecteur, parce que les dialogues ont un côté dramatique, parce que pour lui « la science véritable, seule digne de ce nom, ne s'apprend pas dans les livres, n'est pas imposée à l'âme du dehors ; c'est en elle-même, et par elle-même, par son propre travail intérieur que celle-ci l'atteint, la découvre, l'invente ». Pour Monique Dixsaut comme pour Alexandre Koyré, ce qui distingue les dialogues platoniciens des dialogues d'autres philosophes, c'est que « penser ne s'y réduit pas à énoncer des thèses. Les personnages de Platon sont l'incarnation d'une attitude possible envers ce que c'est que penser ». C'est que le dialogue est d'abord celui de l'âme avec elle-même, un « discours que l’âme se tient à elle-même », comme cela est énoncé par le personnage de Socrate dans le Théétète.

### Dialectique
Platon utilise la dialectique selon plusieurs méthodes de conduite du raisonnement : méthode des conséquences, qui consiste à examiner et à éprouver toutes les conséquences d'une hypothèse, et méthode de division, qui consiste à diviser l'objet que l'on cherche à définir, en procédant à l’analyse des espèces et des différences qu’il contient.

### Mythe (Représentation)

Schéma du concept de l'allégorie de la caverne.

D’après Platon, tout comme Xénophane, Socrate rejetait les mythes qui faisaient de Zeus et des autres dieux des personnages immoraux et dévergondés. Platon utilise le mythe à plusieurs reprises. C'est le cas notamment de sa célèbre allégorie de la caverne. Cette utilisation, dans le cas de la description du monde, s'explique par la difficulté suivante : si, pour connaître une chose, il faut connaître sa causalité, comment connaître l'acte créateur de la cause ?
L'acte de connaissance doit en effet être le reflet d'un acte créateur qui est inconcevable : comment, dans ce cas, parler de l'origine du monde ? L'acte créateur n'est-il pas au-delà de tout discours rationnel ? Pourtant, l'acte créateur fonde la possibilité de la rationalité. C'est ainsi que Platon se demande comment parler de l'origine du monde sensible, puisque la connaissance dialectique, qui articule les Formes intelligibles, est ici inopérante. On ne peut parler du monde que par un discours qui lui ressemble : un mythe vraisemblable, apparenté au sensible. Le mythe vraisemblable décrit une situation en transposant dans l'espace et le temps les relations que la pensée conçoit, sans pouvoir les exposer dialectiquement ; le mythe doit donc être interprété, il ne doit pas être confondu avec la réalité. Il faut traduire en rapport d'idées ce que le mythe a assemblé en fait. Le récit de l'organisation du cosmos par le démiurge en donne un exemple.
D'autre part, les mythes, représentations de la tradition, véhiculent des sentiments, des valeurs et des savoirs partagés par toute une communauté. Leur importance est éthique et politique. En cohérence avec ce fait sociologique, Platon a utilisé le mythe pour faire passer des idées difficilement acceptables par ceux de ses contemporains, la grande majorité, peu préoccupés par la recherche de la vérité. Si la raison doit toujours avoir la première place, Platon sait que le savoir est réservé à une élite. Le mythe est une façon de persuader l'ensemble des citoyens de suivre telle ou telle règle, d'accepter telle ou telle valeur. Ces deux usages du mythe chez Platon se recouvrent partiellement, l'essentiel étant de se frotter aux Idées ou encore de faire effort vers cette source de lumière qu'est le Bien. « Le mythe désigne l’obligation qui est faite à la philosophie de considérer son projet, celui d’une explication rationnelle de toutes choses, à l’aune de ce qui semble se dérober à la raison. Le recours aux mythes n’est pas le signe d’un renoncement, mais plutôt celui d’une stratégie de contournement : dans la mesure où la vie humaine doit trouver dans la connaissance du monde et du divin le principe de sa perfection, son modèle, le mythe donnera aux hommes une représentation vraisemblable de ce modèle, sans laquelle il ne pourrait vivre convenablement. »

## Philosophie de Platon
Pour certains philosophes grecs, le monde est un flux perpétuel. Le cas vraisemblablement le plus connu est celui d'Héraclite, pour qui l’être même est devenir. Même s'il divise le monde en être et non-être, Parménide tient également pour vrai que le sensible est un changement continuel, bien qu'il ne lui accorde, au contraire d'Héraclite, aucun être. Or, Platon renvoie dos-à-dos ces deux théories contradictoires, en estimant qu'elles ne peuvent ni l'une ni l'autre établir des conditions satisfaisantes pour la connaissance. D'autre part, parce que les sophistes ne cultivent plus la science pour elle-même, mais pour son utilité, parce que certains font même de l'utile le critère du vrai, Platon doit répondre au relativisme épistémologique dont le pragmatisme est la principale forme.

### Réalité sensible et opinion
La connaissance est pour Platon une activité de l'âme au contact de différents objets. Parmi ces objets se trouve l'ensemble des choses sensibles dont la totalité constitue le monde. Le vivant, que Platon définit comme un corps animé, c'est-à-dire doté d'une âme, est affecté par ces objets sensibles, ainsi que par les processus internes à l'organisme. Platon nomme les impressions pathêmata, et les considère comme des mouvements provoqués dans le corps par les objets extérieurs au sujet qui perçoit. Toutes les impressions ne sont pas perçues par l'âme, seules le sont les sensations (aisthêsis) qui consistent en jugements de l'âme sur les objets qui l'entourent. Platon nie le vide, Épicure l'admet, et Aristote demeure entre négation et affirmation.
Dans le Théétète, Socrate et Théétète recherchent une définition de la science et examinent en premier lieu si la connaissance trouve sa source dans ce contact de l'âme au sensible. Les deux premières définitions considérées sont en effet que la science est la sensation et que la science est l'opinion. La première définition se heurte à l'objection suivante : le monde sensible est devenir, c'est-à-dire un ensemble d'objets qui naissent et qui se corrompent, s'accroissent et décroissent. Monde sensible et devenir sont synonymes. Mais si toute réalité est un devenir, alors elle se transforme sans cesse et il est donc impossible d'y trouver la stabilité nécessaire à une connaissance vraie et certaine ; en effet, dans le sensible, un objet a tantôt telle qualité, tantôt telle autre, ou bien les deux en même temps, si bien que l'on en arrive à trouver des qualités contradictoires dans la même réalité. La conception héraclitéenne du monde sensible anéantit donc la connaissance, en soutenant que la nature du réel est d'être contradictoire. Mais cette conception fait également dépendre la connaissance, à la manière de Protagoras, des états empiriques de l'individu, selon la célèbre formule : « l'homme est la mesure de toute chose ». Ce relativisme, en posant que c'est de l'être-même des choses, et non seulement de leur connaissance, que chaque individu est le critère, fait de la connaissance un simple point de vue, et abolit toute possibilité de vérité.
Les impressions sensibles ne donnent donc pas le vrai, et Platon peut ainsi réfuter la thèse selon laquelle la science est sensation. Il est alors aussi impossible que l'âme parvienne à des jugements vrais à partir des impressions : ces jugements, qui sont des opinions, ne peuvent en effet se justifier par aucun critère, si ce n’est par une autre impression. La réfutation de l’idée d'une connaissance à partir du monde sensible en tant que devenir permet à Platon d'opposer au mobilisme héraclitéen et au relativisme sophistique l’idée d’une science qui ne porte pas sur les impressions des sens ni sur les opinions que l’âme peut former sur elles, mais sur une réalité qui sera seulement perçue par une puissance intellectuelle, et qui recevra, pour cette raison, le nom de réalité intelligible. Cette réalité et la puissance de l’âme qui la connaît doivent être postulées afin de maintenir la possibilité d’une connaissance vraie. Ce faisant, Platon suppose deux choses : que la fondation du savoir présuppose l’équivalence entre être et vérité ; que l’âme doit être une réalité parente des réalités intelligibles, afin de pouvoir les contempler. Sans cette hypothèse d'une appréhension, par l'intellect de l'âme, de réalités non sensibles, toute pensée et tout discours seraient impossibles.
Il y a, sur la sensation, de nombreuses opinions, qui peuvent se réduire à deux générales : les uns la font produire par le semblable, les autres par le contraire. Parménide, Empédocle et Platon sont au nombre des premiers ; Anaxagore soutient la seconde thèse. Théophraste, au livre VI des Causes des plantes, fait à peu près la même division des saveurs que Platon : la douce, l’acide, l’aigre, l’austère, la salée, l’acre, et l’amère.

### Les Idées ou les Formes intelligibles (la doctrine centrale)
Si connaître, c'est connaître quelque chose qui est, seul ce qui est absolument peut être véritablement connaissable. L'objet de la connaissance réelle ne peut donc être le monde sensible, et doit présenter des propriétés différentes du devenir. Ce raisonnement a une double conséquence : d'un point de vue épistémologique, c'est par une réalité seule, véritable, que l'on connaît et que l'on peut répondre aux questions de Socrate, en donnant des définitions : qu'est-ce que le Beau ? qu'est-ce que le Courage ? etc. Alors que la plupart des interlocuteurs de Socrate se tournent vers les choses sensibles, pour, comme réponse, lui présenter une multiplicité d'exemples, Socrate réplique qu'aucune de ces choses n'a de propriété par elle-même, mais qu'il faut, pour connaître ces propriétés, rassembler le multiple dans l'unité d'une réalité non sensible, de laquelle chaque chose sensible reçoit ses qualités. D'un point de vue ontologique, ces réalités doivent avoir, d'une part, une existence objective, distincte du monde sensible, et, d'autre part, doivent être la cause des qualités dans les choses. Lorsque Socrate demande ce qu'est le Beau, sa question est précisée également de manière à demander par quoi les choses belles sont dites belles, et elles sont belles dans la mesure où l'on trouve en elles la présence d'une réalité non sensible, qui seule est définissable et connaissable.
Platon nomme Forme ou Idée (traduction de ἰδέα / idéa, depuis εἶδος / eîdos, « aspect ») l'hypothèse de ces réalités intelligibles. Ces Formes sont les véritables objets de la définition et de la connaissance. De l'échec de l'idée d'une connaissance sensible et des exigences de la connaissance, Platon peut déduire leurs propriétés : les Formes sont des réalités immatérielles et immuables, demeurant éternellement identiques à elles-mêmes, universelles et intelligibles, seules réellement étant, et indépendantes de la pensée. Ainsi, contrairement aux choses sensibles, dont la réalité est changeante, les Formes sont l'unique et vraie réalité. Cette réalité est désignée par Platon en ajoutant des adjectifs: réalité vraie, par exemple, ou par des comparatifs : « Ce qu'il y a de plus réel », afin de la distinguer de la réalité sensible, qui n'est cependant réelle qu'en tant qu'elle possède un certain rapport à la réalité authentique. Ainsi Socrate dit-il : « Car je ne vois rien de plus clair que ceci, c’est que le beau, le bien et toutes les autres choses de même nature dont tu parlais tout à l’heure existent d’une existence aussi réelle que possible ». Si les choses sensibles ont quelque réalité, elles doivent la recevoir de ces Formes : « Mais si l’on vient me dire que ce qui fait qu’une chose est belle, c’est ou sa brillante couleur, ou sa forme, ou quelque autre chose de ce genre, je laisse là toutes ces raisons, qui ne font toutes que me troubler, et je m’en tiens simplement, bonnement et peut-être naïvement à ceci, que rien ne la rend belle que la présence ou la communication de cette beauté en soi ou toute autre voie ou moyen par lequel cette beauté s’y ajoute ».
Les Formes sont également immuables, stables et éternelles pour la même raison. Elles sont aussi universelles, parce que si le sensible reçoit ses qualités d'elles, alors ces qualités introduisent de la ressemblance entre les choses sensibles, c'est-à-dire que ces qualités sont présentes dans plusieurs choses déterminées par une même Forme qui s'apparente alors à une classe. Enfin, les Formes sont indépendantes de la pensée : objets du savoir, elles doivent en effet exister hors de nous, sans quoi elles seraient subjectives, autrement dit relatives à un sujet, et changeantes selon les affections sensibles de celui-ci, ce qui les rendrait particulières et dépendantes de nos opinions. Cette théorie des Idées, ou théorie des Formes intelligibles, qui constitue l'essentiel du platonisme, peut donc être résumée à deux notions, celle de Forme, qui désigne l'être intelligible, et celle de participation, qui désigne le rapport de l'être intelligible au devenir sensible, rapport par lequel ce dernier est déterminé et est connaissable. Du vivant de Platon, cette théorie s'est heurtée à des objections, que l'on retrouve formulées par Aristote dans La Métaphysique. Platon a lui-même formulé un ensemble d'objections, dans le Parménide, sans toutefois remettre en cause l'existence même de ces Formes, car elles sont à ses yeux des conditions nécessaires du discours et de la conduite humaine. Ces objections portent essentiellement sur l'impossibilité pour une Forme de se trouver en plusieurs réalités sensibles sans perdre son unité ou son identité, et sur la difficulté de doter les Formes d'une puissance causale qui, d'une part, contredit leur immuabilité, et, d'autre part, les fait entrer au contact du sensible, en leur faisant perdre de ce fait leur statut ontologiquement supérieur. Platon tentera de répondre à ces objections en reformulant le rapport des Formes aux réalités sensibles, par l'introduction de l'activité d'un démiurge, qui est décrite dans le Timée, c'est-à-dire par un récit mythique de la mise en ordre de l'univers en un tout ordonné.
On désigne souvent la réalité intelligible par l'expression « monde des Idées ». Cette expression est impropre et provient d'une surinterprétation des dialogues par Philon d’Alexandrie. Platon parle plutôt du « lieu sensible » et du «lieu intelligible» d’un même monde. Le monde, explique Platon dans le Timée, est unique.

### Degrés de connaissance

L'ensemble de ces divisions peut être visualisé sur une ligne.

L'opposition entre le sensible et l'intelligible est une séparation ontologique ; à cette stricte séparation correspond une hiérarchie épistémologique, tout aussi stricte : l'opinion porte sur le monde sensible tandis que la science est la connaissance des réalités intelligibles. Cette division de la connaissance est exprimée par Platon au moyen de l'analogie de la ligne : « Prends donc une ligne coupée en deux segments inégaux, l'un représentant le genre visible, l'autre le genre intelligible, et coupe de nouveau chaque segment suivant la même proportion ; tu auras alors, en classant les divisions obtenues d'après leur degré relatif de clarté ou d'obscurité, dans le monde visible, un premier segment, celui des images – j'appelle images d'abord les ombres, ensuite les reflets que l'on voit dans les eaux, ou à la surface des corps opaques, polis et brillants, et toutes les représentations semblables ; […] pose maintenant que le second segment correspond aux objets que ces images représentent, j'entends les animaux qui nous entourent, les plantes, et tous les ouvrages de l'art. […] Examine à présent comment il faut diviser le monde intelligible. […] De telle sorte que pour atteindre l'une de ses parties l'âme soit obligée de se servir, comme d'autant d'images, des originaux du monde visible, procédant, à partir d'hypothèses, non pas vers un principe, mais vers une conclusion ; tandis que pour atteindre l'autre — qui aboutit à un principe anhypothétique — elle devra, partant d'une hypothèse, et sans le secours des images utilisées dans le premier cas, conduire sa recherche à l'aide des seules idées prises en elles-mêmes ».
Cette représentation de la connaissance par une ligne a une portée à la fois ontologique et épistémologique : l'âme, au contact d'une réalité, se trouve affectée selon la nature de cette réalité. Il y aura donc autant de manières d'être affecté qu'il existe de modes d'être, et ces manières d'être affecté définissent des manières de parler d'un objet ou de le penser. Les modes de connaissance et les réalités qui leur correspondent sont décrits dans ce texte et ils sont les suivants : la conjecture (εἰκασία / eikasía) porte sur les images et les illusions ; la foi ((πίστις / pístis) porte sur les êtres vivants et les objets fabriqués ; la pensée ((διάνοια / diánoia) porte sur les notions et les nombres ; l'intellect ((νόησις / nóêsis) porte sur les Formes. On peut ajouter à cela l'ignorance, bien que ce ne soit pas un mode de connaissance : l'ignorance correspond au non-être.
Les choses sensibles sont l'objet de la conjecture (εἰκασία / eikasía) et de la foi ((πίστις / pístis), et Platon désigne ces deux modes de connaissance comme opinion (doxa). L'opinion est ainsi un jugement qui porte sur des sensations. L'objet de l'opinion est instable, et celle-ci ne peut, pour cette raison, trouver en elle-même le critère de sa vérité et de sa fausseté. Les réalités intelligibles sont elles l'objet de la pensée et de l'intellect, et Platon les désigne par le nom de science. La pensée correspond aux raisonnements discursifs, se fondant sur des hypothèses, et elle comprend toutes les sciences particulières, comme les mathématiques. L'intellect est au contraire une intuition de ce qui est, de manière inconditionnelle, et cette intuition est donc la science par excellence, que Platon nomme dialectique, c’est-à-dire la science des Formes et de leurs rapports. À cette Forme la plus haute de la connaissance, à proprement parler la seule connaissance vraie, correspond l'activité par excellence de l'âme, qui est l'activité de l'intellect.
L'analogie de la ligne répond ainsi aux questions de savoir ce qui est connu et quels types de connaissance correspondent aux différentes sortes de réalités connues. Mais il faut encore savoir quelles méthodes y correspondent et quelles sont les facultés de l'âme qui permettent la connaissance. Les dialogues présentent plusieurs moyens par lesquels il est possible d'acquérir un savoir, ou du moins d'avancer dans l'initiation philosophique ; ce sont, en premier lieu, le ressouvenir, la réfutation, et la dialectique, cette dernière n'étant rien d'autre que la philosophie elle-même. Platon utilise par ailleurs plusieurs procédés d'exposition de sa pensée, qui sont la dialectique, le mythe et le paradigme.

### Âme
Le mot « âme », en grec ancien : ψυχή, est de loin celui qui revient le plus fréquemment dans les dialogues de Platon, en particulier dans Phèdre, La République et Phédon. Dans les rares dialogues où il n'est pas employé, on trouve toujours un ou plusieurs discours y faisant allusion. Malgré l'omniprésence de cette notion, Platon n'en a jamais donné de définition complète. En revanche, il en donne des descriptions nombreuses et variées, qui privilégient chacune telle ou telle qualité ou propriété. Ainsi, à défaut de pouvoir fournir une définition précise de l'âme chez Platon, il est possible d'établir une classification de ces descriptions. Néanmoins, certaines propriétés semblent plus essentielles que d'autres : c'est le cas de la conception de l'âme comme principe du mouvement, et de la pensée,,.
Pour Platon, l'âme est un être apparenté aux Idées, au divin, qui a un mouvement propre. Elle est immortelle et se compose de trois puissances : l’épithumía (ἐπιθυμία, en grec ancien), l'« appétit », élément concupiscible, désirant, le siège du désir (faim, sexualité), des passions ; le thumós (θυμός), la « colère », élément irascible, agressif, ce pourrait être traduit par « cœur », il est cette partie de l'âme susceptible d'emportement, de colère, de courage ; le logistikón (λογιστικόν), le « raisonnable » ou esprit, élément rationnel, immortel, divin, c'est un « démon » (daimon).
Platon expose cette constitution tripartite de l'âme dans le Phèdre et dans La République. Le noûs, ou la raison, en tant qu'il a seul rapport à l'intelligible, est le plus noble des trois. Le second, caractéristique de la volonté d'enrichissement personnel, de bonne réputation, et des tentatives de prouesses qui en découlent, n'est utile que s'il se met au service de l'élément raisonnable, afin de maîtriser le troisième, qui mène irrémédiablement au vice. En d'autres termes, la bonne vie suppose que s'établisse, entre ces trois parties de l'âme, une hiérarchie : le noûs gouverne le thumos, qui gouverne l’épithumia. Chacune de ces parties possède ainsi une vertu qui lui est propre : la sagesse pour l'esprit, le courage pour l'élément agressif, et la tempérance, pour l'élément désirant ; l'harmonie de ces trois parties est la vertu de justice. La pensée de Platon a également évolué : d'abord, dans le Phédon, il admet une âme ; ensuite, dans La République (vers 370), il admet trois parties de l’âme. Dans Phèdre, Platon compare l'âme à un attelage ailé, avec comme cocher la raison, l'esprit, l'intelligence (noûs), comme cheval obéissant à la volonté, le cœur, la partie irascible (thumos), et comme cheval rétif les désirs, le « bas-ventre » (épithumia). Dans le Timée, à la fin de sa vie, Platon admet trois âmes différentes. Ce tripartisme remonte, selon Diogène Laërce, à Pythagore. Platon croyait l'âme immortelle et chercha, sans prétendre pouvoir y parvenir, à le prouver dans le Phédon, qui raconte les derniers instants de Socrate. Cette immortalité se lie à la thèse de la migration des âmes et de leur purification après la mort, qu'il décrit dans trois mythes, à la fin du Gorgias, de La République et du Phédon. Platon admet cinq formes d'âmes : celles des dieux, des démons, des héros, des habitants de l'Enfer, des humains.
Dans le domaine de l'anthropologie, comme dans celui de la métaphysique, de la médecine et de la politique, Platon n’est pas dualiste Note externe : sa réflexion porte sur la soudure ou la dissociation de l'âme et du corps qui sont nettement liés. L'âme a existé avant d'être incarnée sur terre, de la même manière qu'elle existera après la mort. Elle provient de la sphère du Noûs, du divin et du raisonnable, et prend une forme corporelle après chacune de ses incarnations, où elle est enfermée dans le corps (soma), lui-même « semblable à une maladie » ou à une « tombe » (sèma). Le but de l'existence terrestre devient alors le retour de l'âme à son état originel par l'anamnèse, capacité que possède l'âme de rechercher et retrouver les Idées dont elle a conservé la connaissance virtuellement.

### Amour de la connaissance

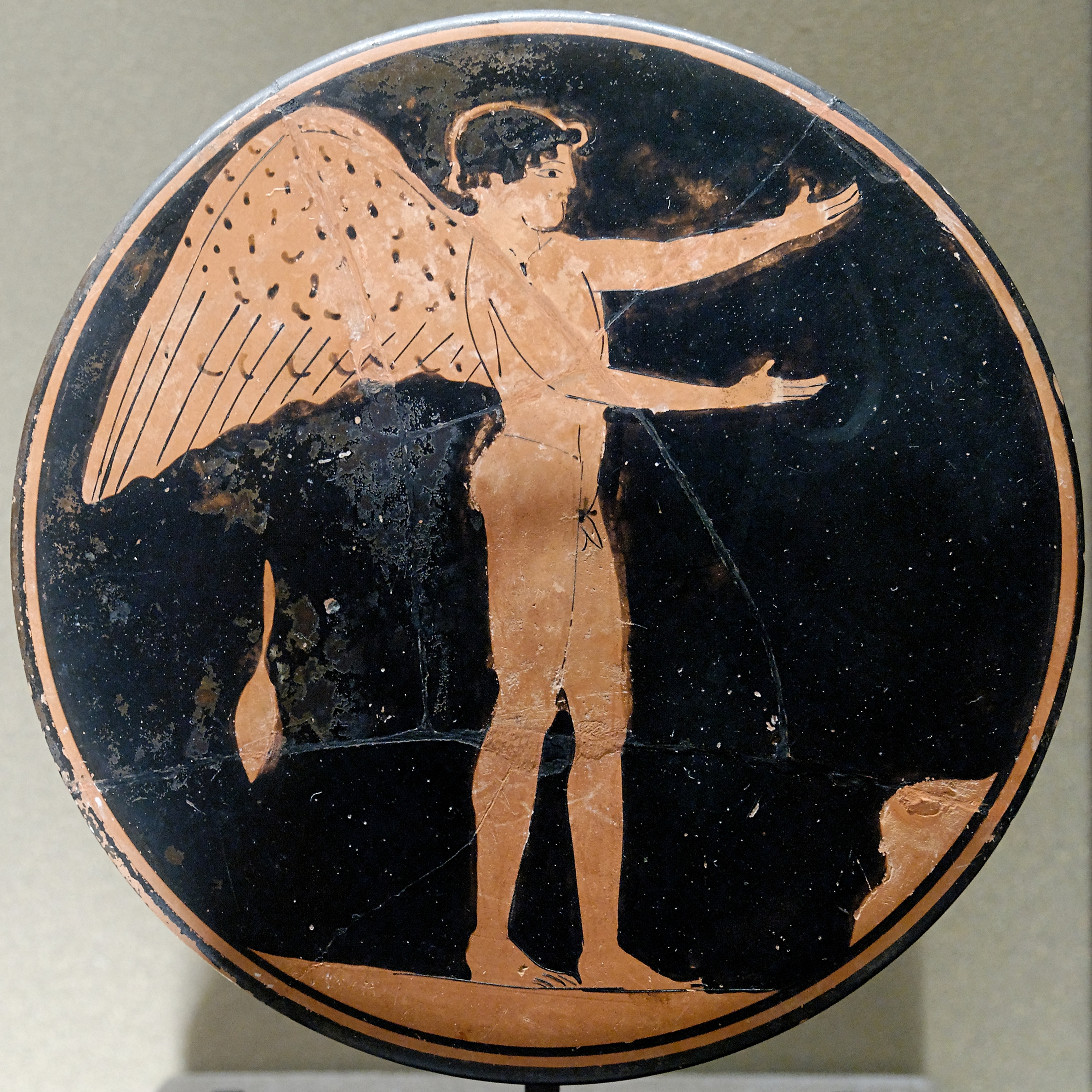
Éros (bobine attique à figures rouges v. 470–450 av. J.-C, musée du Louvre). L'œuvre de Platon accorde une place fondamentale au désir.

La philosophie de Platon ne peut être approchée sans comprendre le rôle fondamental d'un désir violent et multiforme qui s'empare tant de l'âme que du corps : l'amour (en grec ancien : ἔρως). L'amour est une forme de possession et de délire divins qui se manifeste par un attachement à une personne, à un objet ou même à une idée, accompagné de la pensée que la satisfaction de ce désir peut être une source de modification et d'élévation de l'existence. Cet amour se manifeste de nombreuses manières, qui vont de l'accouplement ou de la débauche, à l'amour de l'élève pour le maître, ou encore à l'excitation frénétique de l'âme poursuivant une idée, telle que le Bien. Il n'y a pas, pour Platon, plusieurs natures du désir érotique qui se manifesteraient dans plusieurs formes d'amour, qui n'auraient qu'un nom en commun. Platon distingue et hiérarchise l'amour selon les différentes finalités que l'on peut observer, mais cette variété des fins du désir n'est qu'une variété dans un même genre. Ainsi, si Platon condamne l'amour charnel ou bestial, et s'il place au plus haut cette forme de délire de l'âme qui possède le philosophe en quête du savoir, la véritable différence entre ces deux orientations se trouve, non dans la nature du désir même, mais dans la capacité de contempler le Beau. C'est pourquoi cette différence dans la finalité de l'amour se manifeste au contact de ce dernier :

« La beauté seule jouit du privilège d’être l’objet le plus visible et le plus attrayant. L’homme pourtant dont l’initiation n’est point récente ou qui s’est laissé corrompre, ne s’élève pas promptement de la beauté d’ici-bas vers la beauté parfaite, quand il contemple sur terre l’image qui en porte le nom. Aussi, loin de se sentir frappé de respect à sa vue, il cède alors au plaisir, à la façon des bêtes, cherche à saillir cette image, à lui semer des enfants, et, dans la frénésie de ses fréquentations, il ne craint ni ne rougit de poursuivre une volupté contre nature. Mais l’homme, qui a été récemment initié, ou qui a beaucoup contemplé dans le ciel, lorsqu’il aperçoit en un visage une belle image de la beauté divine, ou quelque idée dans un corps de cette même beauté, il frissonne d’abord, il sent survenir en lui quelques-uns de ses troubles passés ; puis, considérant l’objet qui émeut ses regards, il le vénère comme un dieu. »

— Phèdre, 250-251.
Cette poursuite de la Beauté pose plusieurs questions que Platon aborde au fil des dialogues, dans lesquels l'âme s'engage en tendant tout son désir vers un « là-bas » : la question du statut du monde sensible comme reflet de modèles intelligibles (cf. Théorie des Formes), la question de l'accès intellectuel à ces modèles, et la question de leur nature. Outre ces questions d'ordre épistémologique, il faut garder à l'esprit que c'est le destin de l'âme qui se joue ici, et qui est le premier et même le seul souci du philosophe ; aussi sa nature, comme ses vertus, doivent-elles également faire l'objet d'une recherche. Mais, cette recherche touche tant à l'éthique, qui est l'excellence de l'âme, qu'à la politique, c’est-à-dire l'éducation de l'âme, et à la cosmologie — qui est la place et structure de l'âme dans le tout ordonné ; ces domaines ont besoin d'une explication et d'un fondement, que les contemporains qualifieraient d'ontologiques.

### Réminiscence
Platon a montré que la connaissance sensible est moins vraie : l'âme ne peut en effet parvenir à l'être par le moyen des sensations. Il faut donc, aux yeux de Platon, qu'une certaine puissance de l'âme soit au contact des réalités vraies pour produire une science authentique, ce qui implique également que l'âme participe d'une certaine manière à l'intelligible. Ce rapport de l'âme à l'intelligible est décrit à travers le ressouvenir et les mythes que Platon lui rattache. La réminiscence (en grec ancien : ἀνάμνησις, également traduit par ressouvenir) est le ressouvenir par l'âme, à l'occasion d'une perception sensible, de connaissances qu'elle a acquises en dehors de son séjour dans un corps, et qu'elle a perdues lors de sa réincorporation. L'acquisition de la connaissance doit alors débuter par une re-connaissance, avant de se poursuivre par l'épreuve de la réfutation. Cette thèse suppose l'immortalité de l'âme, et l'existence de réalités intelligibles, puisque c'est en séjournant dans un monde intelligible, supérieur au monde empirique, que l'âme a contemplé les réalités divines. L'un des exemples les plus célèbres de cette idée se rencontre dans le Ménon :

« Ainsi, immortelle et maintes fois renaissante, l’âme a tout vu, tant ici-bas que dans l’Hadès, et il n’est rien qu’elle n’ait appris ; aussi n’y a-t-il rien d’étonnant à ce que, sur la vertu et sur le reste, elle soit capable de se ressouvenir de ce qu’elle a su antérieurement »

— Ménon, 81 b

## Cosmologie de Platon
Le Timée est considéré comme le dialogue le plus important par les medio-platoniciens, alors que selon les néo-platoniciens ce serait le Parménide.

### Présentation duTimée
On considère en général que le Timée et le Critias ont été écrits entre 358 et 356 av. J.-C., soit une douzaine d'années avant la mort de Platon, après le Théétète, le Parménide, Le Sophiste et Le Politique et avant le Philèbe et Les Lois. Platon pensait écrire une trilogie comprenant le Timée, le Critias et l’Hermocrate (non réalisé) pour décrire l'origine de l'univers, de l'homme et de la société. Ce projet, selon Luc Brisson, s'insère dans une tradition ancienne dont le poète Hésiode est un représentant. Le Timée recourt au mythe, c'est-à-dire à « un discours qui se déploie dans le temps et qui décrit ce que font non point des entités abstraites, mais des personnages qui présentent une identité individuelle plus ou moins marquée ». Parallèlement on trouve aussi chez Platon une volonté de démonstration « scientifique ». De sorte que sa pensée est marquée par une contradiction que certains constatent, tels Luc Brisson et d'autres critiques comme Aristote. Le Timée est triplement novateur, par sa volonté de trouver une explication scientifique qui dépasse les données purement sensibles ; par son utilisation d'axiomes a priori ; enfin, parce que « Platon fait des mathématiques l'instrument lui permettant d'exprimer certaines des conséquences qui découlent des axiomes qu'il a posés ».

### Formes intelligibles, démiurge, matériau et nécessité

#### Formes intelligibles
Pour Platon, une forme intelligible est « une entité non sensible », éternelle, pure, non composée, « qui entretient avec les réalités particulières […] un rapport de modèle à image ».
Sur ce sujet d'un monde pur et non composé, Norhtrop Frye faisait remarquer que Platon dans Le Timée avait une opinion sur ce qui n'allait pas dans le monde des arts. Selon lui, Platon voyait ce monde comme rempli d'imitations de la nature et que cela donnait une note péjorative à l'art. Les artifices et les imitations contenus dans les productions humaines sont des échecs vis à vis la notion du monde meilleur à construire. En plus, Frye rappelle que Platon ramène l'existence d'une narration où l'humain se retrouve en héritier des erreurs des hommes à l'origine de son espèce. Cet héritier est aussi incapable d'agir envers ou contre ces erreurs car elles font partie de son passé: il en subit le fardeau.

#### Démiurge

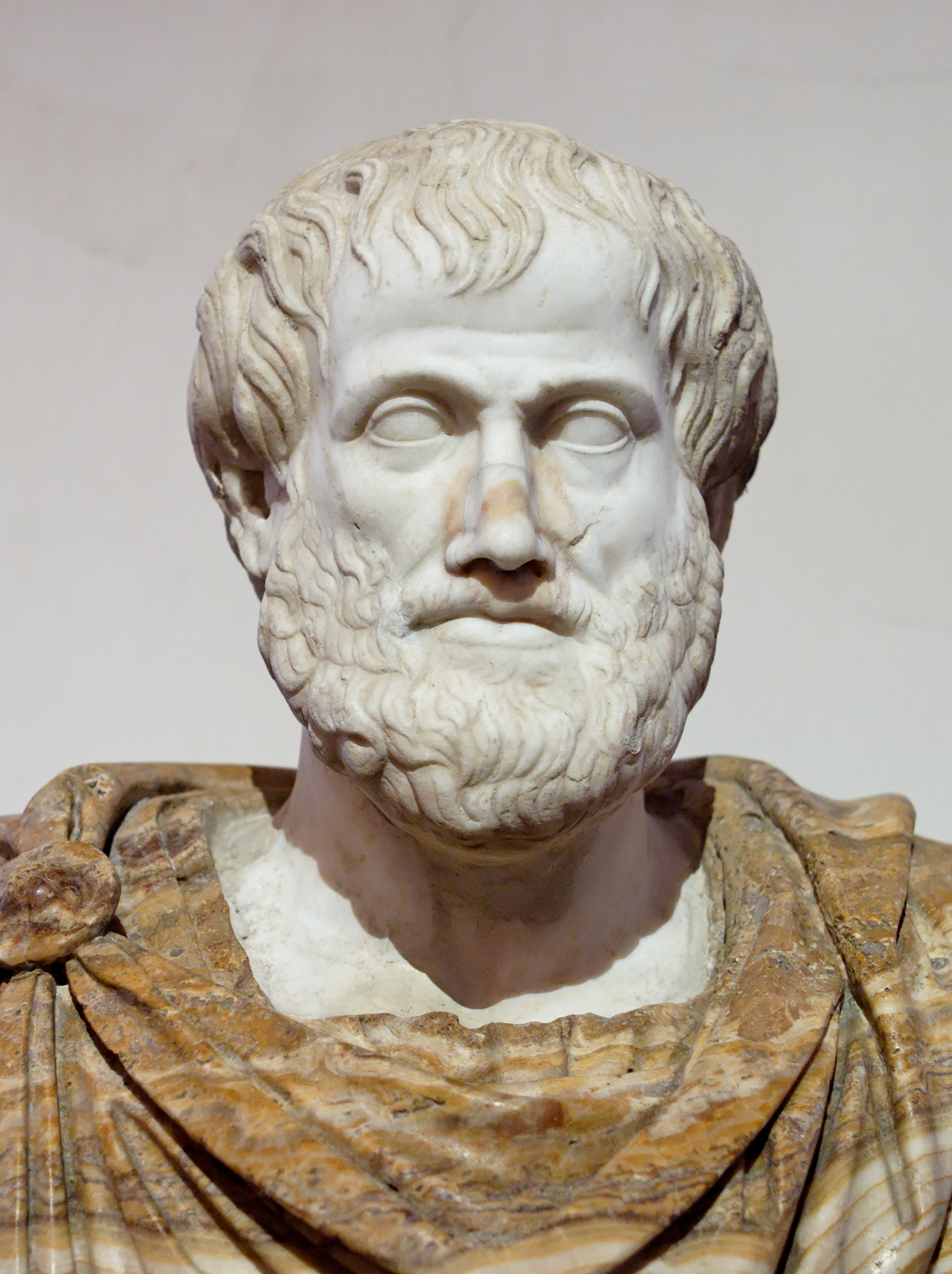
Buste d'Aristote. Pour ce philosophe le monde n'est pas fabriqué par un démiurge, il est naturel.

Le démiurge, à la différence des dieux grecs traditionnels, n'est pas jaloux. Il est fondamentalement bon, une qualité qui, chez Platon, est liée à la rationalité. Le démiurge est un intellect (noûs) qui réfléchit (logizesthai), « prend en considération », « prévoit »,, parle et fait acte de volonté. À la différence de ce qu'on trouve chez Hésiode, le démiurge n'engendre pas ; il est vu en Timée 28 c comme « père et fabricant » de l'univers. Le démiurge est potier lorsqu'il crée le squelette humain, modeleur de cire lorsqu'il le recouvre de chair. Il est paysan lorsqu'il sème les âmes, métallurgiste lorsqu'il fabrique l'univers, etc. Platon évoque le démiurge tantôt en utilisant le singulier, tantôt le pluriel, de sorte que Luc Brisson se demande s'il ne s'agit pas d'abord de « la fonction productrice de l'univers considérée tantôt dans sa généralité tantôt dans un de ses aspects ». Pour Luc Brisson, l'activité du démiurge s'apparente à celle de l'artisan pour au moins trois raisons : 1° elle a un début et une fin ; 2° elle consiste à façonner des matériaux en partant d'une Forme intelligible ; 3° « elle obéit à une intention, une finalité ». Lorsque le démiurge a créé le monde, il se retire ; « C'est l'âme du monde qui prend le relais, en garantissant le maintien d'un ordre surtout mathématique dans le cours d'un changement incessant ». De sorte que le Timée est « la seule cosmologie de type artificialiste dans l'Antiquité ». Cet artificialisme sera attaqué par Aristote pour qui « la nature qui explique la production du cosmos » ne délibère pas comme l'artisan. Aristote sur ce point sera suivi par Plotin, les néoplatoniciens et par le stoïcisme.

#### Matériau et nécessité
Selon Platon, pour connaître le monde, il faut : des formes intelligibles immuables et universelles ; des choses sensibles, images des formes intelligibles ; un matériau (Chôra) qui rend compte de la différence entre forme intelligible et image. Chez lui, le matériau a son propre mouvement, sa propre agitation et il est toujours lié à la nécessité (ananké) : c'est-à-dire à un enchaînement de mouvements. Chez Platon, ce mouvement est « dépourvu d'ordre et de mesure » de sorte que le démiurge va devoir mettre de l'ordre dans le matériau « en persuadant la nécessité, dans la mesure du possible, de permettre la production du beau et du meilleur ». Mais cette nécessité continue à se manifester même quand le démiurge a fini son œuvre, et que l'âme du monde perpétue son œuvre. La nécessité pousse à des contradictions qu'Aristote a dénoncées et qui ont conduit les médio-platoniciens à voir le Timée comme un drame.

### Fabrication du monde
Platon voit le monde comme un être vivant, avec une âme, et un corps.

#### Âme du monde
Le démiurge commence par créer l'âme du monde qui est issue de trois notions fondamentales : l'Être, le Même et l'Autre. L'âme du monde est un intermédiaire entre le sensible et l'intelligible, entre l'indicible caractéristique de l'intelligible et le divisible caractéristique du monde sensible. L'âme du monde a une structure mathématique constituée de cercles, elle est « le principe de l'ensemble des changements ordonnés dans tout l'univers » et témoigne de la conviction de Platon qu'il existe une régularité non seulement dans le monde supralunaire, mais également dans le monde sublunaire. Toutefois, concernant ce dernier, ni le démiurge, ni l'âme du monde n'arrivent à vaincre complètement la nécessité issue de la matière.

#### Corps du monde
Le démiurge ne fabrique pas le corps du monde, il se contente d'y instaurer ordre et mesure sans vraiment y arriver totalement. Pour Platon, comme pour les Grecs depuis Empédocle, le monde est constitué par quatre éléments : le feu, l'air, l'eau et la terre. Ce qui est propre à Platon, c'est d'une part sa volonté de montrer mathématiquement pourquoi il n'y a que quatre éléments et, d'autre part, le rapprochement qu'il établit entre les quatre éléments et quatre polyèdres réguliers : tétraèdre, hexaèdre, octaèdre, icosaèdre.   De sorte que pour Platon, « dans le monde sensible, tous les phénomènes observables — c'est-à-dire tout ce qui change suivant la terminologie platonicienne — se réduisent à des interactions entre les mêmes composantes élémentaires, qui peuvent être exprimés en termes de rapports mathématiques ».
| polyèdres | polyèdres | polyèdres | polyèdres  | polyèdres |
| --------- | --------- | --------- | ---------- | --------- |
| Tétraèdre | Hexaèdre  | Octaèdre  | Dodécaèdre | Icosaèdre |
| Tétraèdre | Cube      | Octaèdre  | Dodécaèdre | Icosaèdre |
| Feu       | Terre     | Air       | Éther      | Eau       |

Le monde est peuplé de quatre espèces vivantes : les dieux associés au feu, les oiseaux associés à l'air, les animaux à la terre et les animaux y vivant à l'eau. En outre, il existe des végétaux qui servent de nourriture aux êtres humains et qui sont associés à l'aspect appétitif de l'âme.
Ces cinq polyèdres, dont le terme qui est resté est solide de Platon, ont été étudiés par Speusippe et Euclide.

### Fabrication de l'être humain
La vie humaine est conçue par Platon comme l'union de l'âme et du corps humain, le point de contact privilégié entre les deux étant la « moelle ».

#### Âme humaine
Les âmes des dieux, des démons et des êtres humains, dans ce qu'elles ont d'immortel, sont fabriquées par le démiurge à partir du mélange qui a servi pour l'âme du monde. Il en résulte que les âmes des hommes ont les mêmes caractéristiques que l'âme du monde en ce qui concerne l'aspect mathématique et les fonctions, mais qu'elles sont moins pures, qu'elles sont plus imparfaites. La partie immortelle de l'âme est fabriquée par le démiurge. Au contraire, la partie mortelle est fabriquée par les assistants du démiurge et comprend deux sous-parties : « une partie irascible (thumos), le « cœur » et une partie désirante (epithumia), l'« appétit » ». La partie irascible cherche l'estime, la victoire dans la compétition. La partie désirante est liée à la nourriture et au sexe, c'est celle que Platon aime le moins. Dans le livre IV de la République et dans le Phèdre, Platon compare l'âme à un attelage avec deux chevaux (voir ci-dessus : L'âme).

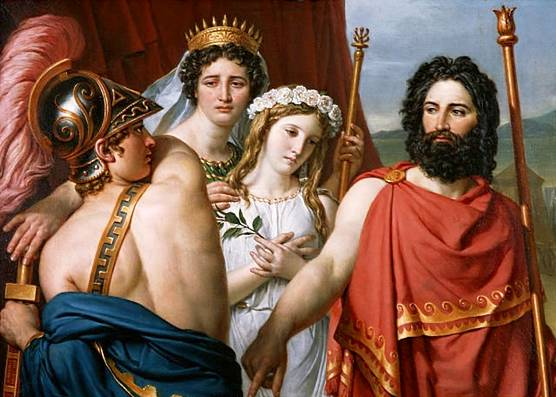
Le mot noûs est utilisé pour la première fois dans l’Iliade.

#### Corps humain
Le corps est formé de triangles rectangles qui donnent naissance aux os et à la chair. La moelle est constituée de triangles pouvant produire du feu, de l'eau et de l'air. Pour produire les os, il est ajouté à ce mélange de la terre pure. La peau est faite par un « mélange d'eau, de feu et de terre, auquel il ajoute un levain formé de sel et d'acide ». Pour Platon, l'être humain est en bonne santé s'il respecte l'ordre du monde. Les corps sont fabriqués par de jeunes dieux sur instruction du démiurge. Ils enferment dans le corps la partie rationnelle de l'âme (noûs).

#### Union de l'âme et du corps
La vie humaine est conçue par Platon comme étant l'union de l'âme et du corps humain. Le point de contact privilégié entre les deux étant la moelle. La partie rationnelle de l'âme a pour mission de dominer le chaos venant de la matière qui domine à la naissance et dans l'enfance. La coopération entre la partie rationnelle de l'âme et le corps, est réalisée au moyen des sensations. Pour Platon, les sens (vue, odorat, ouïe, etc.) captent des signaux venant de l'extérieur et les communiquent à l'âme où ils deviennent des sensations. Chez lui, les maladies de l'âme viennent d'un dysfonctionnement du corps ou d'une mauvaise éducation.
Le problème est que vivre veut aussi dire user le corps, la vie pour Platon est l’alternance entre deux mouvements types, soit la réplétion et la déplétion. Pour rester en vie, il faut constamment rendre équivalents les gains par rapport aux pertes. Quand il y a plus de sorties que d’entrées, la corruption s’impose. La vieillesse est la multiplication des ouvertures ou espacement entre les triangles qui composent la moelle. Cette vieillesse est donc la marque de l’environnement hostile qui agresse l’homme depuis sa naissance.

## Cité et vertu: philosophie politique
Platon aborde la politique dans trois livres : La République, Le Politique, et Les Lois. Pour Monique Dixsaut, le premier ouvrage « s'attache à une réforme de la culture et trace le plan d'une constitution modèle » tandis que Les Lois « sont destinées à fonder une cité de second rang dont elles déterminent la législation et les institutions » et Le Politique traite de la science nécessaire au bon politique.

### Origine et développement de la cité
Pour Platon, contrairement à Aristote, l'homme n'est pas un animal politique (ζῷον πολιτικόν / zôon politikón) fait pour vivre dans une cité. « Tout homme est pour tout homme un ennemi et en est un pour lui-même ». Aussi considère-t-il que le rôle de la politique consiste à créer l'unité, par la vertu et l'éducation notamment.
Quant à la Cité, elle naît de l'économie. Socrate, au livre II de La République, attribue sa naissance au besoin des hommes de s'associer pour produire et à la nécessité de recourir à une division des tâches. Pour Alexandre Koyré, ce n'est pas la crainte, comme le soutient Glaucon anticipant Hobbes, qui est à l'origine du contrat social : c'est la solidarité. La Cité s'agrandissant entre en conflit avec ses voisins de sorte qu'une classe nouvelle apparaît : les guerriers. Pour Platon, le guerrier doit être à la fois le défenseur et le protecteur de la cité, c'est-à-dire le Gardien de La République.
Le rôle du Gardien est fondamental dans la cité platonicienne idéale et constitue le sujet de préoccupation principal des dix livres de La République. Les gardiens sont choisis dans l'élite intellectuelle, morale et physique, quel que soit leur sexe. Leur éducation est particulièrement soignée car Platon reproche à Athènes de ne pas donner aux meilleurs « une éducation réglée et contrôlée » à la manière des Spartiates. La cité idéale que Platon dessine dans La République bannit les fables et les livres qui peuvent tromper. Pour Monique Dixsaut, si la critique de Platon envers la poésie peut « sembler être la preuve irréfutable de son “totalitarisme” », elle peut s'expliquer par le fait que, agissant directement sur l'âme, la poésie peut être vue comme neutralisant l'intelligence.

### Meilleure manière de gouverner la vie commune
Platon explique la nature et la portée de sa pensée politique au livre I des Lois, à l'aide d'un mythe, le mythe des marionnettes. Ce mythe présente l'homme comme une marionnette fabriquée par les dieux ; mais, à la différence des marionnettes habituelles, les fils qui servent à la manipuler sont, dans le cas des vivants, à l'intérieur du corps parce qu'ils symbolisent les affects : plaisir, douleur, crainte et raisonnement, qui tirent les hommes en des sens contraires ; parmi ces affects, celui du raisonnement est le plus faible. Ce mythe reprend les différents mythes représentant l'âme comme une réalité composée de parties, lesquelles ne sont pas spontanément en harmonie. Cette représentation de l'homme comme une marionnette, c'est-à-dire comme une réalité vivante, qui n'est pas, par nature, guidée par la raison, justifie pour Platon le rôle de la politique : l'âme a en effet besoin d'être éduquée pour être en mesure de réaliser son bien et cette éducation passe par les lois conçues comme un discours rationnel, que la cité adresse aux citoyens.
Cette représentation anthropologique explique que la recherche de la meilleure constitution soit le principal souci de Platon : le but d'une cité bien constituée est de faire mener à ses citoyens une vie conforme au Bien, vie qui est heureuse et qui ne peut se réaliser qu'en fonction de l'état de l'âme et dans le cadre d'une vie commune. L'âme est ainsi toujours la finalité des spéculations, tant politiques que métaphysiques, de Platon. 
Le point commun des différentes réflexions politiques que l'on trouve dans les dialogues est la question de savoir comment unifier la multiplicité des éléments, des fonctions et des forces composant une cité, autrement dit la question de savoir ce que doit être une vie commune. La politique est alors conçue comme une technique qui, dans un territoire donné et face à des éléments hétérogènes, doit prendre soin de réaliser l'unité de la cité, en la dotant d'un régime politique (politeia, également traduit par constitution). Ce soin de l'unité, c'est la philosophie, et le philosophe est celui qui, de droit, doit gouverner la cité.
La recherche de ce régime constitue l'essentiel de La République et des Lois, mais les dialogues socratiques témoignent déjà de l'orientation politique de Platon, puisqu'il s'y livre à de virulentes critiques des rhéteurs. Cette recherche écarte d'emblée toutes les formes de cités existantes, tant démocratiques qu'aristocratiques : les dissensions qui marquent en effet les cités réelles, dissensions entre des partis, entre des classes, sont aux yeux de Platon un symptôme de corruption, et l'on ne saurait donc tenir pour politiques des régimes qui ne peuvent parvenir à faire vivre ensemble des citoyens.
Dans La République, Socrate est engagé dans la recherche d'une définition de la justice. Cherchant cette définition au niveau de la cité, il étudie la répartition des fonctions en son sein, pour montrer que le meilleur régime ne dépend pas tant de tel groupe de la cité que de l'exercice approprié de chaque fonction dans la cité, considérée comme un tout. La cité juste est ainsi composée de trois groupes, les gouvernants, les gardiens et les producteurs. À chaque groupe correspond particulièrement une vertu, mais tous les groupes ne possèdent pas seulement une seule et unique vertu : si les gouvernants possèdent la vertu de sagesse, ils sont aussi tempérants et courageux ; les gardiens sont courageux, mais également tempérants, et puisque les gouvernants sont choisis dans ce groupe, les gardiens reçoivent aussi une éducation à la sagesse ; enfin, les producteurs, c'est-à-dire le plus grand nombre, possèdent la vertu de tempérance.
Dans Les Lois, Platon fait discuter plusieurs vieillards sur la valeur de la constitution de plusieurs cités. Selon Jean-Jacques Chevallier, Platon y « abandonne l'État parfait, mené autocratiquement par la seule sagesse ». Il propose donc une constitution mixte, entre la monarchie qui représente le principe de sagesse et la démocratie qui représente celui de liberté. Mais la tradition a plutôt retenu « les fascinantes et dangereuses rêveries de la République sur l'État parfait […] le gouvernement autocratique des Sages, des Meilleurs ».

### Classification des régimes politiques
Au livre VIII de La République, Platon décrit la manière dont on passe d’un régime politique à un autre. Cet enchaînement n’a pas, pour Platon, une valeur historique : comme dans le Timée, il s’agit de présenter une succession essentiellement logique, selon des degrés de perfection. Platon en distingue donc cinq : l’aristocratie, c’est-à-dire le gouvernement des meilleurs, est le seul régime parfait selon lui. Il correspond à l'idéal du « philosophe-roi », qui réunit pouvoir et sagesse entre ses mains. Ce régime est suivi de quatre régimes imparfaits : la timocratie ou timarchie, régime fondé sur l'honneur qui est naturellement porté à entreprendre des guerres ; ensuite on trouve l’oligarchie, régime fondé sur les richesses qui mène à rechercher une richesse toujours plus considérable au détriment de la vertu ; la démocratie, régime fondé sur l'équivalence des convictions où chacun ne se voit soumis à aucune obligation de gouverner. Enfin, il y a la tyrannie, régime fondé sur le désir : ce dernier régime marque la fin de la politique, puisqu'il abolit les lois.
Le déséquilibre dans les cités, par lequel on passe d'un régime à un autre, correspond au déséquilibre qui s'inscrit dans la hiérarchie entre les parties de l'âme. De même qu'une vie juste suppose que le noûs gouverne le thumos, et que celui-ci contrôle l’épithumia, la cité juste implique le gouvernement des philosophes, dont le noûs, la raison, est la vertu essentielle. Au contraire, le régime timocratique correspond au gouvernement du thumos, le courage et l'ardeur guerrière, vertus essentielles des soldats, ou gardiens de la cité, et le régime tyrannique à celui de l’épithumia : la tyrannie est donc un régime où seules dominent les passions du tyran.

### Mythe de l'Atlantide
Dans les dialogues Timée et Critias, Platon raconte l'histoire d'une île en avance technologiquement et socialement nommée Atlantide, qui aurait existé 9 500 ans av. J.-C. Critias explique que cette histoire lui a été racontée par son grand-père Critias, qui la tenait de son père, Dropidès, qui la tenait de Solon, qui l'avait rapportée d'Égypte. Platon utilise un mythe permettant une réflexion sur sa conception d'une société juste et hiérarchisée : les Atlantes auraient été divisés en trois castes, comme les citoyens de la « ville en discours » de la République platonicienne.

### Philosophe roi
Le philosophe, représenté par le personnage de Socrate, est une des figures centrales des dialogues de Platon,. Pourquoi Platon lie-t-il philosophe et roi ?

« À moins que, dis-je, les philosophes n'arrivent à régner dans les cités, ou à moins que ceux qui à présent sont appelés rois et dynastes ne philosophent de manière authentique et satisfaisante et que viennent coïncider l'un avec l'autre pouvoir politique et philosophie ; à moins que les naturels nombreux de ceux qui à présent se tournent séparément vers l'un ou l'autre n'en soient empêchés de force, il n'y aura pas, mon ami Glaucon, de terme aux maux des cités ni, il me semble, à ceux du genre humain »

— La République, V, 473 c-e.
Pour Luc Brisson, le fait que Platon établisse une division des tâches entre les membres de la Cité d'une part et, d'autre part, le fait que, pour lui, peu nombreux sont les êtres humains capables d'acquérir le « savoir et la maîtrise de soi qu'exige l'exercice du pouvoir » expliqueraient la conception platonicienne du philosophe-roi.

### Mesure
Platon très tôt s'est intéressé à la notion de mesure. Dans le Gorgias, Socrate reproche à Calliclès son indiscipline, qu'il impute à son absence d'intérêt pour la géométrie. S'adressant à lui, il déclare « vous n'avez pas remarqué qu'une égalité géométrique (geometriké isotês) avait un grand pouvoir parmi les dieux et les hommes ». Dans le Protagoras, Platon fait dire à Socrate que la vertu est l'art de mesurer (metrêtikê techné). Selon Dorothea Frede, cela ne veut pas dire que Platon soit un utilitariste : il n'y a aucune indication que jusqu'au dialogue de maturité, Platon prenne au sérieux l'idée de quantification de l'excellence. C'est avec le Timée et Le Politique que se trouve « une exploration systématique du fait que la mesure et la proportion sont les conditions fondamentales du Bien ». Dans Le Politique, l'Étranger distingue deux types de mesure : la mesure quantitative et la mesure en tant que qualité, en tant que juste mesure : 

« Il est clair que nous allons diviser la technique de la mesure en deux comme nous l'avons dit : en posant comme l'une de ses portions toutes les techniques pour lesquelles le nombre, la longueur, la profondeur, la largeur et la vitesse se mesurent par rapport à leurs contraires, et comme autre portion toutes les techniques qui se réfèrent à la juste mesure, à ce qui est convenable, opportun, requis, à tout ce qui tient le milieu entre les extrêmes. »

— Gorgias, 408 a
 La mesure en tant que qualité est liée à ce qui est adéquat (prepon), au bon moment (kairion), à ce qui devrait être (deon), à ce qui n'est pas extrême (meson). La mesure en tant que quantité est développée dans le Philèbe. Toutefois, après avoir mis l'accent sur la nécessité de la précision numérique, notamment dans la procédure dialectique qui repose sur la division et sur la collection des données, Socrate affirme que la bonne vie repose sur un mélange de plaisir et de connaissance et distingue quatre classes « (a) la limite (peras), (b) l'illimité (apeiron), (c) le mélange (meixis) de limite et d'illimité, ou (d) la cause (aitia) d'un tel mélange ». Pour Socrate, dans ce dialogue, « la raison divine est la source ultime de tout ce qui est bon et harmonieux dans l'univers, tandis que la raison humaine est seulement sa pauvre copie ». Selon Platon, alors que le plaisir tend à être illimité, la raison au contraire est la cause des mélanges efficaces. Chez lui, le plaisir n'est qu'un remède partiel au manque de bien. De plus, les plaisirs peuvent être trompeurs, nocifs et violents si celui qui poursuit les plaisirs s'est trompé sur l'objet du plaisir ou sur la quantité. Dans le Philèbe, Platon voit les plaisirs comme nécessaires à l'équilibre physique et psychique des êtres humains mais le plaisir n'est jamais chez lui qu'une compensation à l'imperfection humaine.

« Le plaisir ne serait qu'au cinquième rang de valeur… Et non au premier, même si tous les bœufs et les chevaux et toutes les bêtes à l'envi témoignent du contraire par leur chasse à la jouissance ; le vulgaire s'y fie, comme les devins aux oiseaux, pour juger que les plaisirs sont les facteurs les plus puissants de la vie bonne, et regarde les amours des bêtes comme des témoins plus autorisés que ne le sont les amours nourries aux intuitions rationnelles de la muse philosophique. »

— Philèbe, 67 b
Dans ces derniers écrits, Platon emploie l'idée de mesure droite dans son sens littéral en lien avec l'idée des progrès de l'astronomie de son temps. Les bonnes proportions donnent des entités et des mouvements stables. 

« Il n'en reste pas moins que, lorsque les hommes s'interrogent sur les lois, toute leur enquête, ou peu s'en faut, porte sur les mœurs relatives aux plaisirs et aux douleurs qu'éprouvent aussi bien les cités que les particuliers. Ce sont là en effet les deux sources auxquelles la nature donne libre cours ; si l'on puise à ces sources auxquelles la nature donne libre cours où, quand et autant qu'il le faut, c'est le bonheur. »

— Lois, I, 636 e
Le second livre des lois est consacré à l'étude de l'éducation qui fournit les bonnes habitudes nécessaires à la juste mesure entre les plaisirs et les peines. Dans ce livre, Platon anticipe Aristote qui verra la vertu comme la bonne mesure entre un excès et un manque.

## Platonisme après Platon

### Platonisme
Du fait d’une histoire deux fois millénaire, l’œuvre de Platon est passée par des processus de réfutations, de reprises et de développements en des sens très variés qui ont largement influé sur sa réception à travers les âges. Ce que l’on appelle la philosophie de Platon se présente moins sous la forme d'un système que d'un ensemble de thèmes qui apparaissent dispersés dans des dialogues dont les qualités littéraires font parfois oublier qu'ils possèdent aussi des qualités philosophiques. C'est le cas, par exemple, jusqu'aux dernières décennies du XXe siècle, des dialogues socratiques qui, au moins en France, ont longtemps été étudiés dans le cadre des lettres classiques, les autres dialogues étant en revanche considérés comme relevant de la philosophie.
Certains de ces thèmes sont devenus célèbres en dehors même du cercle des philosophes, non sans déformations : c'est le cas de l'amour platonique. D'autres thèmes font partie d’une vulgate, d'un imaginaire philosophique du platonisme qui est parfois loin de rendre compte de la complexité de l'œuvre ; parmi ces thèmes, les plus connus et étudiés sont :
- la séparation de la réalité en deux mondes, le sensible et l'intelligible, le premier étant l'image, le reflet, la copie du second, qui est paradigme, modèle, vraie réalité, appelée rétrospectivement dualisme[Note 9] ;
- la séparation de l'âme d'avec le corps et l'ascétisme mortifiant qu'on lui suppose lié, les Idées (Égal, Beau[155], Bon, Juste), la réminiscence ;
- les mythes inventés par Platon[156] dans le but de faire comprendre certaines pensées difficiles d'accès sont profondément ancrés non seulement dans la pensée occidentale, mais aussi dans son art : ce sont, entre autres, l’allégorie de la caverne, l'allégorie de la Terre, le Mythe d'Er le Pamphylien, récit de la destinée des âmes.

Cette grande richesse de l'œuvre de Platon ainsi que la variété des interprétations rendent difficile, sinon impossible, toute exposition générale et les monographies sont de fait assez rares. Néanmoins, dans un article, Harold Cherniss a proposé de voir dans la théorie des Idées une hypothèse économique permettant de résoudre les questions ontologiques, éthiques, épistémologiques qui se sont posées à Platon. Cette théorie a donc pour fonction, dans une telle lecture, d'unifier les problèmes et les solutions formulés par Platon. Ce dernier en effet explique au livre X de La République que l'œuvre d'art n'est qu'une imitation d'imitation, la copie d'une copie, car l’artiste ne fait qu’imiter l’objet produit par l’artisan ou par la nature, objet sensible étant lui-même la copie ou l'imitation de son essence (l'Idée ou Forme). L’art pour Platon, en tant que production d’objet, n’est donc qu’une imitation de second ordre, copie de la copie de l'Idée. L'œuvre d'art est ainsi de piètre valeur, car doublement éloignée de la vérité, et l'artiste lui-même apparaît comme un danger pour la réalisation de la République, puisqu'il est un illusionniste qui fait tenir pour vrai ce qui est faux et peut ainsi renverser dans l'apparence qu'il construit l'ordre des valeurs.

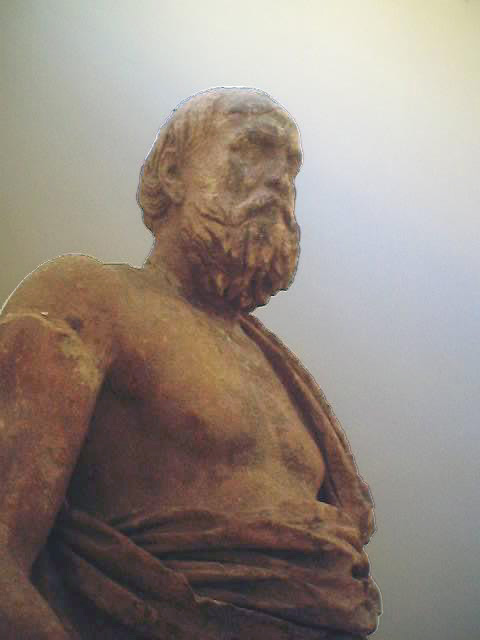
Statue présumée de Platon à Delphes.

Platon marqua de façon durable la philosophie de l’Antiquité par l’influence qu’il exerça, sur Plotin notamment, ou parce qu’on le considérait comme le philosophe par rapport auquel on devait se situer. Il fut aussi une source d’inspiration ainsi que la cible de bien des critiques. Aristote, Épicure ou les Stoïciens, par exemple, développèrent une critique plus ou moins systématique de l’éthique, de la théorie de la connaissance ou encore de la philosophie politique de Platon. Quant à Plotin ou aux Pères de l’Église, ils n’ont pas manqué de voir en Platon un philosophe quasi divin (Plotin) ou, en tout cas, une source d’inspiration importante. Plus généralement, son influence sur toute l'histoire de la philosophie a fait qu'on a pu voir en lui l'inventeur de cette discipline.
La signification des œuvres de Platon a fait l'objet de nombreuses controverses depuis l'Antiquité. Certains ont fait de Platon un dogmatique ; d'autres un sceptique. Platon fut tantôt récupéré par des courants mystiques (élévation de l'âme vers le bien, au-delà de l'être…), tantôt par des philosophies purement rationalistes. La diversité de ses dialogues, leurs formes variées, les nombreuses apories qui y sont soulevées, les questionnements qu'ils suscitent, expliquent ces importantes divergences d'interprétation. Dans l'Antiquité, l'ensemble des dialogues fut organisé d'après un ordre progressif de lecture, alors que les modernes, qui prétendent à un savoir plus critique, se sont surtout efforcés d'établir l'ordre réel de leur composition, ainsi que leur authenticité. Ces essais d'organisation du corpus dépendent en fait toujours de l'idée que l'on se fait du platonisme, ce qui a conduit des critiques à exclure plus ou moins arbitrairement certains dialogues, et tous les dialogues à être remis en question.
Favorinus disait de Lysias et de Platon : « Modifiez, ou supprimez une expression dans le discours de Platon ; si adroitement que vous fassiez ce changement, vous altérerez l'élégance : faites la même épreuve sur Lysias, vous altérerez la pensée ».

### Traditions platoniciennes
Le mouvement platonicien se multiplie en divers courants, écoles ou périodes : Académie de Platon, moyen-platonisme, néoplatonisme, etc. On appelle platonisme mathématique ou réalisme mathématique une théorie philosophique sur les mathématiques, qui croit que les entités mathématiques, nombres, figures géométriques, ne sont pas abstraites par l'esprit humain, mais indépendantes de lui, avec une existence propre. Déjà, pour Platon, les « Nombres, Lignes, Surfaces et Solides » ont une existence en soi, ce sont des substances éternelles, séparées des êtres connus par les sens. Le platonisme mathématique traite de « deux types de questions : la première est ontologique, et concerne le mode d'existence des objets mathématiques, et la seconde est épistémologique, portant sur la question de savoir comment nous identifions les objets mathématiques » explique Jacques Bouveresse. Des conceptions modernes se rapprochent de celle de Platon avec Charles Hermite, Albert Lautman ou Alain Connes.

### Commentateurs de Platon
Il semble que Crantor ait composé, vers 350 av. J.-C., un commentaire du Timée. Dès le IIe ou Ier siècle av. J.-C., Platon fut commenté systématiquement. On sait que Crassus avait lu le Gorgias à Athènes, en 110 av. J.-C., sous la direction du philosophe académicien Charmadas. Le commentaire philosophique prit de l'importance à partir du IIIe siècle apr. J.-C. Les cours de Plotin consistaient avant tout en l'explication des textes de Platon et d'Aristote, étudiés avec l'aide des textes des commentateurs antérieurs : Sévère, Cronius, Numénios d'Apamée, Gaius, Atticus pour Platon. Les néoplatoniciens ont donné de nombreux et amples commentaires des dialogues, dont Porphyre, Jamblique, Proclos. Parmi les monuments, il faut citer, traduits en français, Proclos (Commentaires sur le Timée, Commentaires sur la République), Damascios (Commentaires sur le 'Parménide' de Platon). L. G. Westernink a publié les commentaires grecs du Phédon, par Olympiodore le Jeune et Damascios.

### Traductions médiévales de Platon

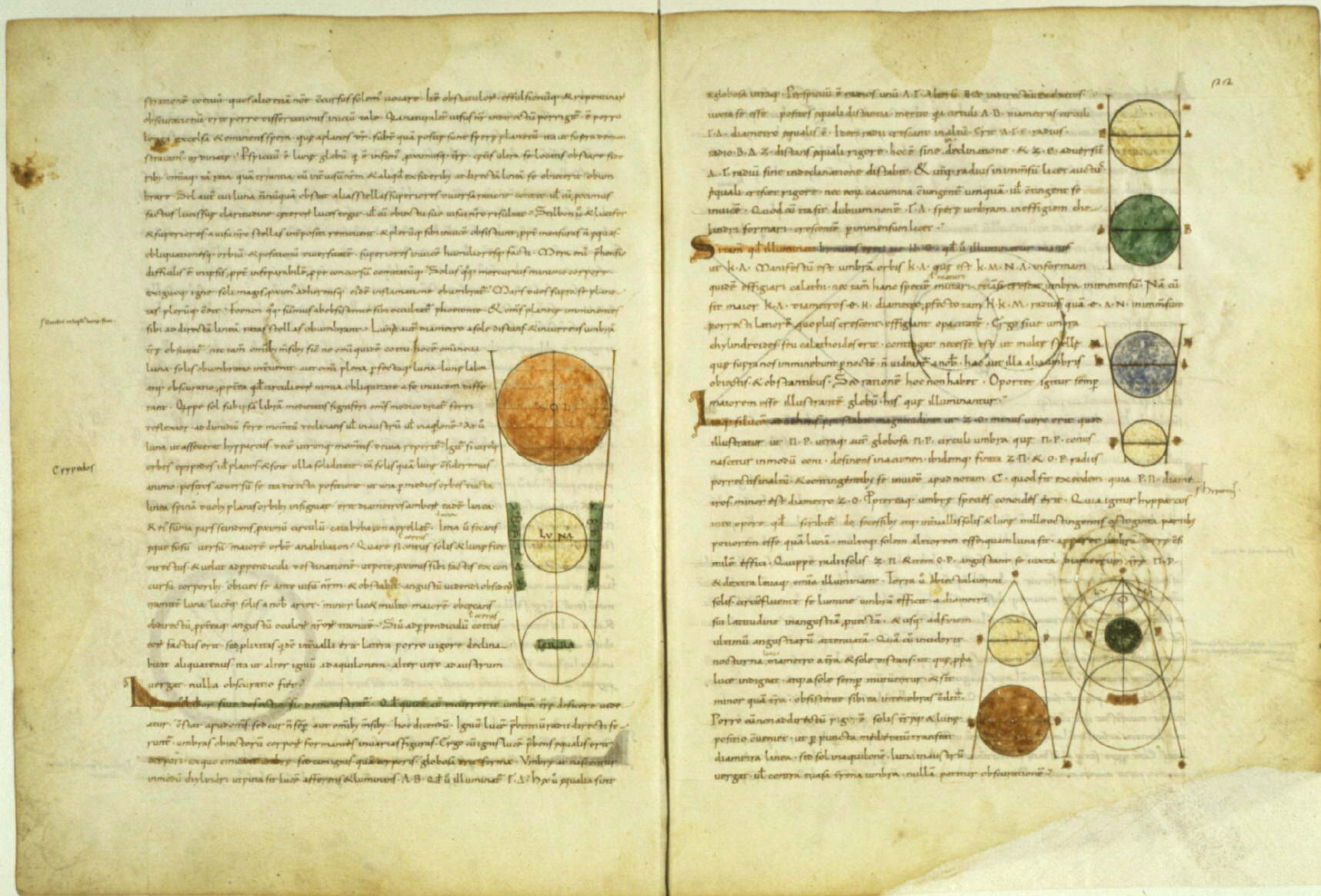
Timée, traduit en latin par Calcidius (IVe siècle). Manuscrit du Xe siècle.

Seule une infime partie des textes de Platon furent traduits en latin et accessibles au Moyen Âge. Ils ont été publiés dans le Corpus Platonicum Medii Aevi, qui est divisé en deux sections, l'une consacrée aux traductions latines, l'autre aux traductions en langue arabe :
- Le Plato latinus (édité par R. Klibanski dès 1950 en 3 volumes), qui regroupe les textes suivants :
  - le Timée par Calcidius au IVe siècle (jusqu'à 53 c) dans le cadre d'un commentaire ;
  - le Ménon par Henri Aristippe au milieu du XIIe s. (Plato latinus, t. 1) ;
  - le Phédon par Henri Aristippe (Plato latinus, t. 2) ;
  - le Parménide avec le commentaire de Guillaume de Moerbeke (après 1260) (Plato latinus, t. 3) ;
- Le Plato arabus (avec Al-Fârâbî), qui comprend un Synopsis du Timée attribué à Galien, le De Platonis Philosophia d'Al-Fârâbî et le traité d'al-Fârâbî sur Les Lois.

Dans le cadre du projet éditorial du Corpus Platonicum Medii Aevi, quelques autres études concernant l'histoire du platonisme ont été élaborées et publiées. Au Moyen Âge, d'autres passages des œuvres de Platon étaient accessibles grâce aux citations faites notamment par Aristote, Macrobe, Augustin, Némesius, Boèce et Averroès.
La traduction en latin des dialogues de Platon est accomplie par Marsile Ficin dans la seconde moitié du XVe siècle.

### Platon dans la philosophie analytique
Les thèses platoniciennes, leur problématisation et leurs enjeux philosophiques soulevés par Platon lui-même ont eu une immense postérité et sont encore discutés et défendus de nos jours au sein du courant de la philosophie analytique, comme le platonisme mathématique. Si Karl Popper a critiqué le « communisme de Platon », certains aspects du platonisme furent réactualisés par Frege et Russell, et Gilbert Ryle a souligné l'importance de dialogues comme le Théétète pour les études philosophiques contemporaines. Imre Toth s'est opposé au platonisme selon lui « scolaire » de Frege, qui hypostasie les lois logiques, pour soutenir un platonisme plus libre et plus ouvert (inspiré des dialogues tardifs de Platon), relu à la lumière des géométries non euclidiennes.

## Œuvres

### Enseignement oral de Platon
Platon aurait dispensé « un enseignement oral et ésotérique à l'Académie », mais ses motivations demeurent inconnues. Aristote parle des « enseignements non écrits » (άγραφα δόγματα / ágrapha dógmata) de Platon, et il mentionne une leçon intitulée Sur le Bien (Περί τάγαθου / pérí tágathou) que prononça Platon, qui, à la surprise des auditeurs dont Aristote, Hestiée, Héraclide du Pont, Speusippe, Xénocrate, portait « sur les mathématiques, c'est-à-dire sur les Nombres, sur la Géométrie, sur l'Astronomie, et sur le fait que le Bien, c'est l'Un ».
Platon reconnaît la valeur limitée de l'écrit :

« L’écriture, Phèdre, a un grave inconvénient, tout comme la peinture. Les produits de la peinture sont comme s’ils étaient vivants ; mais pose-leur une question, ils gardent gravement le silence. Il en est de même des discours écrits. »

— Phèdre, 275 d
Dans La pharmacie de Platon, le philosophe Jacque Derrida commente la pensée de Platon concernant la prédominance de la parole sur l'écrit qui se trouve dans le mythe de Thot (Theuth) dans Phèdre. Derrida expose ainsi le logocentrisme présent dans la pensée platonicienne.
Platon fait allusion à des connaissances secrètes et à une connaissance plus fondamentale. Cet enseignement oral peut être contemporain de la fondation de l'Académie selon H. J. Krämer, alors qu'il est plus tardif (vers -350) pour K. Gaiser.
La philosophe Marie-Dominique Richard résume ainsi le contenu de cet enseignement oral : « Le platonisme non écrit est une doctrine émanatiste, engendrant, par l'action réciproque des deux principes, l'Un-Limite et la Dyade indéfinie du Grand et du Petit, les Nombres idéaux d'abord, puis les Idées, et, à partir des Idées, par un processus mathématique de détermination, le sensible lui-même ». Dans ses enseignements non écrits, Platon pose deux principes en dualité, c'est-à-dire opposés comme Bien et Mal, et ne dérivant pas l'un de l'autre : l'Un et la Dyade indéfinie du Grand (Excès) et du Petit (Défaut). Entre ces deux principes se placent donc des êtres intermédiaires ou metaxu. Platon identifie ici les Idées et les Nombres idéaux. Les objets mathématiques ne sont pas à la frontière de l'intelligible et du sensible, mais ils couvrent ces deux lieux. Platon établit cette hiérarchie :
1. L'Un, le premier principe, Monade, identique au Bien ;
2. Les Idées supérieures ou Nombres idéaux, les Nombres de la Décade : 1, 2, 3, et 4, qui correspondent respectivement aux dimensions du Tout (nombre, ligne, surface, volume) ;
3. Les Idées particulières, faites de forme, la Monade, et de matière, la Dyade;
4. L'Âme du monde, les êtres mathématiques, le système des âmes singulières ; à ce niveau agit le démiurge, qui compose les quatre Éléments avec des triangles (Timée, 55) ;
5. Le sensible, le monde des corps visibles, le Tout, vivant et ordonné, représenté par un dodécaèdre ;
6. Enfin, en bas, le second principe, la Dyade, le Grand-et-Petit, matière informe, cause matérielle de tous les êtres.

C'est le futur schéma de Plotin, avec ses trois hypostases ou principes divins (Un, Intellect, Idées supérieures et Idées particulières, Âme). Les Nombres idéaux sont antérieurs aux Idées, et, semble-t-il, les Idées, qui procèdent donc des Nombres de la Décade, sont des Nombres. Cette théorie a été étudiée par Léon Robin (La théorie platonicienne des Idées et des Nombres d'après Aristote, 1908), et les témoignages ont été regroupés, édités et traduits par Marie-Dominique Richard,. Aristote soutient que la théorie de l'Un et de la Dyade préfigure sa propre distinction de la cause formelle et de la cause matérielle ; les néoplatoniciens pythagorisants, comme Syrianos, Nicomaque de Gérase, Jamblique, ont assimilé le Un à la Monade, ils identifient l'opposition Limite – Illimité du Philèbe (16 c) avec la Monade – Dyade des pythagoriciens. Certains spécialistes, dont Harold Cherniss, nient cet enseignement oral. D’après Théophraste, Platon tendait à identifier l’Idée du Bien avec le Dieu suprême. Le bien est la valeur normative de la morale, avec comme opposé le mal.

### Chronologie des dialogues de Platon
Platon aurait écrit 35 dialogues. On s'accorde en général à reconnaître trois grands groupes de dialogues : les dialogues socratiques et brefs, où Socrate joue le premier rôle, les dialogues intermédiaires marqués par de vastes schèmes métaphysiques, comme La République et Le Banquet, et les dialogues tardifs, tels Les Lois, où Socrate perd son rôle de protagoniste et où Platon traite de problèmes philosophiques de manière plus détaillée . Les spécialistes de stylistique, de statistique lexicale et d'histoire des idées ont classé les 35 dialogues attribués à Platon en grands « groupes », sans toujours s'entendre sur la stricte succession de chacun ou sur la périodisation par groupes. Ce classement en groupes, par le moyen de la stylométrie, se résume fondamentalement aux quatre groupes suivants, :
1. Première période, premières œuvres (399-390) : tous les dialogues qui ne sont pas dans les trois groupes suivants et sont rédigés peu après la mort de Socrate : Apologie de Socrate, Criton, Protagoras, Lachès.
2. Première période, période de transition (390-385) : Ménon, Gorgias, Hippias Majeur, Euthydème, Lysis, Ménexène
3. Deuxième période (maturité, 385 -370) : Le Banquet, Cratyle, Phédon, La République, Phèdre
4. Troisième période (370-347) : Parménide, Théétète, Les Lois, Philèbe, Le Sophiste, Le Politique, Timée, Critias.

Cependant, Platon est un écrivain et un poète plein de ressources, et il paraît vain de vouloir classer chronologiquement ses œuvres à partir de critères stylistiques.

### Détails de l'œuvre
L'ensemble des œuvres de Platon se compose de plus d'une trentaine de dialogues, de lettres, d'un livre de définitions et de six dialogues apocryphes. La liste suivante suit l'ordre chronologique proposé par Luc Brisson. Les sous-titres, donnés entre parenthèses, ne sont pas de Platon, mais de Pomponius Atticus, selon Luc Brisson.
| - Alcibiade majeur (ou Premier Alcibiade, De l'Homme) - Hippias mineur (ou Second Hippias, Du faux) - Ion (De l'Iliade) - Lachès (Du courage) - Charmide (De la sagesse morale) - Protagoras (Des sophistes) - Euthyphron (De la piété) - Hippias majeur (ou Premier Hippias, De la beauté) - Gorgias (De la rhétorique) - Ménon (De la vertu) - Apologie de Socrate - Criton (Du devoir du citoyen) - Euthydème (Platon) (De l'éristique) - Lysis (De l'amitié) - Ménexène (De l'oraison funèbre) - Cratyle (Du langage) - Phédon (De l'âme) - Le Banquet (De l'amour) - La République (De la justice) - Phèdre (Du Beau) - Théétète (De la science) - Parménide (Des Idées) - Le Sophiste (De l'Être) - Le Politique (De la royauté) - Critias (De l'Atlantide) - Philèbe (Du plaisir) - Timée - Les Lois (De la législation) | - Authenticité douteuse - Alcibiade mineur (ou Second Alcibiade, De la prière) - Clitophon - Définitions - Épinomis (Des astres) - Hipparque (De l'amour du gain) - Minos - Les Rivaux (De la philosophie) - Théagès (Du savoir) - Épigrammes - « Lettre VII » | - Œuvres apocryphes : le Pseudo-Platon - Axiochos - Démodocos - Éryxias - De la Justice - De la vertu - Sisyphe - Parmi les lettres attribuées à Platon, les n° II, VI, IX, XII et XIII viendraient, selon Luc Brisson et son classement édité en 2006, « d’un milieu pythagoricien fin du IIe ou début du Ier siècle av. J.-C. ». |

### Éditions
Consulter la liste des éditions des œuvres de cet auteur .
- Omnia Platonis Opera, Venise, 1513.
- Platonis omnia Opera cum commentariis Procli in Timaeum et Politica, Bale, 1534.
- Platonis Opera quae extant omnia, ex nova Joan. Serrani interpretatione, perpetuis ejusdem notis illustrata, 3 vol., Genève, H. Estienne, 1578.

- Platonis Dialogi, graece et latine, ex recensione Imm. Beckeri, 3 t. en 8 vol. in-8°, Berlin, 1816-18.
- Platonis Opera, omnia recensuit et commentariis instruxit Stallbaum, 12 vol. in-8° Leipzig, 1827 et années suivantes.
- Platonis Opera, graice, recensuit et adnotatione critica instruxit Schneider, in-8°, Leipzig, 1830-33.
- Platonis opera. Recognovit brevique adnotatione critica instruxit Burnet, 5 vol. Oxford, 1900-1910.
- Platon, Œuvres complètes, Belles Lettres, 14 vol.

### Traductions
Les traductions d'Émile Chambry sont considérées comme imprécises, celles de Léon Robin comme les plus rigoureuses ; d'après Luc Brisson, « quand on a le texte grec devant les yeux, on s’aperçoit qu’il ne manque rien à ces traductions, et qu’elles ont un souci de rendre compte de tous les mots ». Cette exactitude tend toutefois à rendre le texte français difficile à lire. Pour les notices sur la vie de Platon et sa philosophie, Émile Chambry s'est très fortement inspiré d'Alcinoos de Smyrne, qui a composé Enseignement des doctrines de Platon.
- Platon (trad. Léon Robin), Œuvres complètes, Paris, Gallimard, coll. « Bibliothèque de la Pléiade », 1950
- Platon (trad. Luc Brisson et al.), Œuvres complètes, Paris, Flammarion, 2011 (ISBN 978-2-0812-4937-0)Reprend les traductions publiées en poche chez le même éditeur, ainsi que les dialogues douteux.

On peut retrouver un certain nombre de textes traduits sur Wikisource.
Il existe également des conseils pour la lecture sur Wikibooks.

## Honneur
L'astéroïde (5451) Platon porte son nom.